# Reto 4 elementos (programa de televisión colombiano)
Reto 4 Elementos fue un reality show colombiano de competencias deportivas, producido y emitido por RCN Televisión basado en el formato original mexicano de Televisa, Reto 4 Elementos. Su estreno oficial fue el 8 de enero de 2019, teniendo como anfitriones a la actriz y conductora Carolina Guerra y al actor Edgar Vittorino, con Gustavo Blanco y Edward Pinzón como comentaristas.
En su inicio contó con 28 participantes, divididos en 7 equipos de 4 integrantes. Los concursantes deben competir en diversos circuitos de pruebas físicas y mentales para que sólo uno pueda ganar el premio mayor. El reality es grabado en playas de Riviera Maya, mismo escenario del formato original.

## Sinopsis
El programa se describe con un concepto de supervivencia, retos físicos y mentales en donde compiten 28 participantes divididos en 7 equipos de 4 integrantes, los cuales tienen que enfrentarse entre ellos al modo "azar", donde los ganadores tienen el privilegio de ir a La Aldea, y los que pierden tienen que ir al Inframundo, a esperar que llegue un nuevo equipo perdedor y así enfrentarse entre sí para ser eliminados 1 o 2 integrantes de los equipos.

## Producción
Luego del final de la segunda temporada de la versión original de Reto 4 Elementos, el día 9 de diciembre de 2018, se confirmó una adaptación con participantes y equipo colombiano para enero de 2019. Teniendo como anfitriones a la actriz y conductora Carolina Guerra y al actor Edgar Vittorino, con Gustavo Blanco y Edward Pinzón "Shirry" como comentaristas. En la primera temporada del reality show. La competencia tuvo lugar en la Riviera Maya, donde 28 famosos se enfrentaron por convertirse en el ganador. En sus primeros episodios hubo 7 equipos conformados por 4 elementos cada uno, estos fueron: Los Actores, Los Modelos, Los Músicos, Los Presentadores, Los Fitness, Los Comediantes y Los Deportistas. El show fue confirmado 26 de noviembre de 2018 a través de un comunicado por la página oficial del canal RCN Televisión.
La primera emisión del programa tuvo lugar el 8 de enero de 2019 por RCN Televisión.

## Episodios
| Episodios | Emisión original   | Emisión original   | Maestro (a) de los 4 Elementos | Subcampeón (a) | Finalistas                      | Localidad            |
| Episodios | Comienzo           | Final              | Maestro (a) de los 4 Elementos | Subcampeón (a) | Finalistas                      | Localidad            |
| --------- | ------------------ | ------------------ | ------------------------------ | -------------- | ------------------------------- | -------------------- |
| 89        | 8 de enero de 2019 | 19 de mayo de 2019 | Sebastián Vega                 | Daniela Henao  | Juan Aldana † Alejandra Montoya | Quintana Roo, México |

En la primera temporada del reality show. La competencia tuvo lugar en la Riviera Maya, donde 28 famosos se enfrentaron por convertirse en el ganador. En sus primeros episodios hubo 7 equipos conformados por 4 elementos cada uno, estos fueron: Los Actores, Los Modelos, Los Músicos, Los Presentadores, Los Fitness, Los Comediantes y Los Deportistas. El show fue confirmado 26 de noviembre de 2018 a través de un comunicado por la página oficial del canal RCN Televisión.

#### Participantes
| Concursante | Concursante               | Profesión    | Equipo        | Equipo | Equipo | Equipo | Equipo | Equipo | Equipo | Equipo                                | Equipo | Equipo                                | Resultado                                   | N.º |
| Concursante | Concursante               | Profesión    | 1             | 2      | 3      | 4      | 5      | 6      | 7      | 7                                     | 7      | 8                                     | Resultado                                   | N.º |
| Concursante | Concursante               | Profesión    | 1             | 2      | 3      | 4      | 5      | 6      | A      | B                                     | C      | 8                                     | Resultado                                   | N.º |
| ----------- | ------------------------- | ------------ | ------------- | ------ | ------ | ------ | ------ | ------ | ------ | ------------------------------------- | ------ | ------------------------------------- | ------------------------------------------- | --- |
|             | Sebastián Vega            | Actor        | Actores       | A      | A      | A      | A      | A      | Ve     | Ve                                    | Ve     | Ve                                    | Maestro de los 4 elementos                  | 01° |
|             | Daniela Henao             | Futbolista   | Deportistas   | D      | D      | D      | D      | D      | Rs     | Rs                                    | Am     | Am                                    | Subcampeona                                 | 02° |
|             | Juan David Aldana         | Entrenador   | Fitness       | F      | F      | F      | F      | F      | Am     | Am                                    | Am     | Am                                    | Finalista                                   | 03° |
|             | Alejandra Montoya         | Ciclista     | Modelos       | Mo     | Mo     | Mo     | Mo     | Mo     | Vi     | Vi                                    | Vi     | Vi                                    | Finalista                                   | 04° |
|             | Jon Zárate                | Luchador     | Deportistas   | D      | D      | D      | D      | D      | Az     | Az                                    | Az     | Az                                    | 30vo. Eliminado en el episodio 87           | 05° |
|             | Ana Carolina Bueno        | Periodista   | Comediantes   | C      | C      | A      | A      | A      | Ce     | Ce                                    | Ce     | Ce                                    | 29va. Eliminada en el episodio 87           | 06° |
|             | Cristian Abril            | Comediante   | Comediantes   | C      | C      | A      | A      | A      | Ce     | Ce                                    | Ce     | Ce                                    | 28vo. Eliminado en el episodio 87           | 07° |
|             | Nátali Ortiz              | Actriz       | Actores       | A      | A      | A      | A      | V      | Ve     | Ve                                    | Ve     | Ve                                    | 27va. Eliminada en el episodio 86           | 08° |
|             | Álex Adames               | Actor        | Modelos       | Mo     | Mo     | Mo     | Mo     | Mo     | Vi     | Vi                                    | Vi     |                                       | 26vo. Eliminado en el episodio 84           | 09° |
|             | Sandra Muñoz              | Presentadora | Presentadores | P      | P      | P      | P      | A      | Az     | Az                                    | Az     |                                       | 25va. Eliminada en el episodio 84           | 10° |
|             | Márgaret Núñez            | Coreógrafa   | Fitness       | F      | F      | F      | F      | F      | Am     | Am                                    |        |                                       | 24va. Eliminada en el episodio 78           | 11° |
|             | Mauricio Ocampo           | Futbolista   | Deportistas   | D      | D      | D      | D      | D      | Rs     | Rs                                    |        |                                       | 23vo. Eliminado en el episodio 77           | 12° |
|             | Fabián Higuita            | Entrenador   | Fitness       | F      | F      | F      | F      | F      |        |                                       |        |                                       | 18vo. Eliminado en EP57 (Reingresa en EP57) | 13° |
|             |                           |              |               |        |        | Mo     | Rj     |        |        | 22vo. Eliminado en el episodio 70     |        |                                       |                                             | 13° |
|             | Liliana Palmera           | Boxeadora    | Deportistas   | D      | D      | D      | D      | D      | Rj     | Rj                                    |        |                                       | 21va. Eliminada en el episodio 69           | 14° |
|             | Andrea Del Valle Ledesma  | Bailarina    | Modelos       | Mo     | Mo     | Mo     | Mo     | Mo     | Mo     |                                       |        |                                       | 20va. Eliminada en el episodio 62           | 15° |
|             | Salomón Bustamante        | Presentador  | Presentadores | P      | P      | P      | P      | V      | Rj     |                                       |        |                                       | 19vo. Eliminado en el episodio 62           | 16° |
|             | Guy Davidyan              | Modelo       | Modelos       | Mo     | Mo     | Mo     |        |        |        |                                       |        |                                       | 14vo. Eliminado en EP42 (Reingresa en EP47) | 17° |
|             |                           |              |               | V      | Mo     |        |        |        |        | Abandona por lesión en el episodio 57 |        |                                       |                                             | 17° |
|             | María José "Majo" Medina  | Modelo       | Fitness       | F      | F      | F      |        |        |        |                                       |        |                                       | 13va. Eliminada en EP42 (Reingresa en EP47) | 18° |
|             |                           |              |               | V      | F      |        |        |        |        | 17va. Eliminada en el episodio 57     |        |                                       |                                             | 18° |
|             | Guillermo Garcés "Guillo" | Presentador  | Presentadores | P      | P      | P      |        |        |        |                                       |        |                                       | 12vo. Eliminado en EP36 (Reingresa en EP47) | 19° |
|             |                           |              |               | V      | V      |        |        |        |        | 16vo. Eliminado en el episodio 52     |        |                                       |                                             | 19° |
|             | Sandy Salcedo             | Vendedora    |               | A      | A      |        |        |        |        |                                       |        |                                       | 7ma. Eliminada en EP27 (Reingresa en EP48)  | 20° |
|             |                           |              |               | V      | V      |        |        |        |        | 15va. Eliminada en el episodio 52     |        |                                       |                                             | 20° |
|             | Cindy Better              | Presentadora | Presentadores | P      | P      | P      |        |        |        |                                       |        |                                       | 11va. Eliminada en el episodio 36           | 21° |
|             | Jonatan Clay              | Youtuber     | Comediantes   | C      | C      |        |        |        |        |                                       |        |                                       | 10mo. Eliminado en el episodio 32           | 22° |
|             | Marysabel Ángulo "Miah"   | Cantante     |               | C      | C      |        |        |        |        |                                       |        |                                       | 9na. Eliminada en el episodio 32            | 23° |
|             | Carlos "Cayito" Dangond   | Cantante     | Músicos       | A      | A      |        |        |        |        |                                       |        |                                       | 8vo. Eliminado en el episodio 27            | 24° |
|             | Maryory Vásquez           | Minorista    |               | A      |        |        |        |        |        |                                       |        |                                       | 6ta. Eliminada en el episodio 21            | 25° |
|             | Naty Botero               | Cantante     | Músicos       |        |        |        |        |        |        |                                       |        |                                       | 1era. Eliminada en EP5 (Reingresa en EP5)   | 26° |
|             | Naty Botero               | Cantante     | C             |        |        |        |        |        |        |                                       |        | Abandona por lesión en el episodio 16 |                                             | 26° |
|             | Marilyn Oquendo           | Cantante     | Músicos       | A      |        |        |        |        |        |                                       |        |                                       | 5ta. Eliminada en el episodio 10            | 27° |
|             | Lorena Gómez              | Comediante   | Comediantes   |        |        |        |        |        |        |                                       |        |                                       | Abandona por lesión en el episodio 5        | 28° |
|             | Jacob Bush "Buxxi"        | Cantante     | Músicos       |        |        |        |        |        |        |                                       |        |                                       | 4to. Eliminado en el episodio 5             | 29° |
|             | Angélica Blandón          | Actriz       | Actores       |        |        |        |        |        |        |                                       |        |                                       | 3era. Eliminada en el episodio 5            | 30° |
|             | Gabriel Valenzuela        | Actor        | Actores       |        |        |        |        |        |        |                                       |        |                                       | 2do. Eliminado en el episodio 5             | 31° |

| Leyenda: Formó parte del equipo de Actores (Etapa 1-6) / Verdes (Etapa 7-8). Formó parte del equipo de Comediantes (Etapa 1-3) / Celestes (Etapa 7-8). Formó parte del equipo de Deportistas (Etapa 1-6) / Rosados (Etapa 7). Formó parte del equipo Fitness (Etapa 1-6) / Amarillos (Etapa 7-8). Formó parte del equipo de Modelos (Etapa 1-6) / Morados (Etapa 7). Formó parte del equipo de Músicos (Etapa 1) / Rojos (Etapa 7). Formó parte del equipo Presentadores (Etapa 1-5) / Azules (Etapa 7-8). Formó parte del equipo de Vengadores (Etapa 5). Formó parte del equipo de Vengadores (Etapa 6) / Vino tintos (Etapa 7-8). En competencia. Abandonó el reality. Eliminado. Ganador(a) y maestro(a) de Reto 4 Elementos. Sub-Ganador(a) de Reto 4 Elementos. Finalistas. | Títulos/Medallas: Señal: = Retador ganador de Colombia Reta Señal: = Maestra de la tierra Señal: = Maestro del aire Señal: = Maestro del agua Señal: = Maestra del fuego |

Notas
- La primera etapa inició en el episodio 1 y terminó en el episodio 5, siendo conformada por 28 participantes distribuidos en 7 equipos, los cuales debían competir en distintas pistas y retos de cada elemento para no caer en el Inframundo. La etapa finalizó con la desintegración del equipo Músicos, quedando 24 participantes en competencia.

- La segunda etapa inició en el episodio 6 y terminó en el episodio 22. Los 6 equipos restantes debían competir en distintas pistas y retos de cada elemento para no caer en el Inframundo y no enfrentarse a los Retadores. Durante esta etapa, dos retadoras ingresaron a la competencia.

- La tercera etapa inició en el episodio 22 y terminó en el episodio 32. Los 6 equipos debían competir en distintas pistas y retos de cada elemento para no caer en el Inframundo y, por consiguiente, a los retos de eliminación, teniendo dos elementos eliminados por ciclo. La etapa finalizó con la desaparición de los Comediantes como grupo.

- La cuarta etapa inició en el episodio 32 y terminó en el episodio 42. Los 5 equipos debían competir en distintas pistas y retos de cada elemento para no caer en el Inframundo y a los retos de eliminación, habiendo dos elementos eliminados por semana.

- La quinta etapa inició en el episodio 42 y terminó en el episodio 48. En este ciclo, los equipos mandan a un representante para conseguir el collar de un elemento en específico, el otro elemento era enviado a los sacrificios. Luego de los 4 sacrificios, 8 participantes se deberían enfrentar a 4 hombres y 4 mujeres eliminados anteriormente, por su lugar en la competencia. La etapa terminó con la reintegración de 4 concursantes que habían sido eliminados.

- La sexta etapa inició en el episodio 48 y terminó en el episodio 57. Al inicio de este ciclo, los ganadores de los collares de los elementos organizaron los equipos, dando como resultado la desaparición del grupo de Presentadores y la formación del equipo de Vengadores.

- La séptima etapa inició en el episodio 57 y terminó en el episodio 84. En este ciclo, los 16 participantes restantes dejaron de competir como equipo, para participar como parejas de un elemento hombre y un elemento mujer.

- La octava etapa inició en el episodio 84 y terminó en el episodio 89. Durante este ciclo, los semifinalistas competirán entre ellos de forma individual, con el objetivo de formar parte del selecto grupo de finalistas que se disputarán el premio mayor.

Notas1. 
2. 
3. 

#### Competencias
Desde la primera etapa hasta la cuarta, los equipos debían enfrentarse entre ellos en distintos retos y pistas, por su supervivencia en el reality, el equipo perdedor de todas las competencias del día era mandado al Inframundo y estaba en riesgo de eliminación. A medida que pasaron las etapas, eran menos los equipos que estaban en la aldea, al finalizar cada ciclo. 
En la quinta etapa, se realizaron competencias por collares de cada elemento. En estas pruebas, cada equipo deberá enviar a un competidor para que se enfrente a los demás participantes y conquiste uno de los elementos. El collar ganado trae consigo una serie de beneficios para la siguiente fase del programa. Además, se efectuaron competiciones adicionales entre los elementos considerados como los más "débiles" de cada equipo. Los perdedores de estos duelos, automáticamente descenderán al Inframundo y quedarán en riesgo de eliminación.
En la sexta etapa, las competencias retomaron la misma mecánica de las primeras cuatro etapas. El inicio de la séptima etapa, marcó el final de la fase de equipos; por lo tanto, los participantes debían competir divididos en parejas conformadas por un hombre y una mujer.
La octava etapa trajo consigo la fase final de la competencia, por lo que los retos pasaron a ser individuales. Hombres y mujeres, por separado, se enfrentarán entre ellos para, en principio, definir a los 4 semifinalistas, más adelante a los 2 finalistas, y por último el ganador o ganadora del reality.
| Etapa 1  | Etapa 1     | Etapa 1     | Etapa 1     | Etapa 1     | Etapa 1     | Etapa 1     | Etapa 1     | Etapa 1     | Etapa 1     | Etapa 1     | Etapa 1     | Etapa 1     | Etapa 1     | Etapa 1     | Etapa 1     | Etapa 1     | Etapa 1     | Etapa 1     | Etapa 1     | Etapa 1     | Etapa 1     | Etapa 1     | Etapa 1     | Etapa 1     | Etapa 1     | Etapa 1     | Etapa 1     | Etapa 1     | Etapa 1     | Etapa 1     | Etapa 1     | Etapa 1     | Etapa 1     | Etapa 1     | Etapa 1     | Etapa 1     | Etapa 1     | Etapa 1     | Etapa 1     | Etapa 1     | Etapa 1     | Etapa 1     | Etapa 1     | Etapa 1     | Etapa 1     | Etapa 1     | Etapa 1     | Etapa 1     | Etapa 1     | Etapa 1     | Etapa 1     | Etapa 1     | Etapa 1     | Etapa 1     | Etapa 1       | Etapa 1       | Etapa 1       | Etapa 1       | Etapa 1       | Etapa 1       | Etapa 1       | Etapa 1       |               |
| Ciclo 1  | Ciclo 1     | Ciclo 1     | Ciclo 1     | Ciclo 1     | Ciclo 1     | Ciclo 1     | Ciclo 1     | Ciclo 1     | Ciclo 1     | Ciclo 1     | Ciclo 1     | Ciclo 1     | Ciclo 1     | Ciclo 1     | Ciclo 1     | Ciclo 1     | Ciclo 1     | Ciclo 1     | Ciclo 1     | Ciclo 1     | Ciclo 1     | Ciclo 1     | Ciclo 1     | Ciclo 1     | Ciclo 1     | Ciclo 1     | Ciclo 1     | Ciclo 1     | Ciclo 1     | Ciclo 1     | Ciclo 1     | Ciclo 1     | Ciclo 1     | Ciclo 1     | Ciclo 1     | Ciclo 1     | Ciclo 1     | Ciclo 1     | Ciclo 1     | Ciclo 1     | Ciclo 1     | Ciclo 1     | Ciclo 1     | Ciclo 1     | Ciclo 1     | Ciclo 1     | Ciclo 1     | Ciclo 1     | Ciclo 1     | Ciclo 1     | Ciclo 1     | Ciclo 1     | Ciclo 1     | Ciclo 1     | Ciclo 1       | Ciclo 1       | Ciclo 1       | Ciclo 1       | Ciclo 1       | Ciclo 1       | Ciclo 1       | Ciclo 1       |               |
| Elemento | La Aldea    | La Aldea    | La Aldea    | La Aldea    | La Aldea    | La Aldea    | La Aldea    | La Aldea    | La Aldea    | La Aldea    | La Aldea    | La Aldea    | La Aldea    | La Aldea    | La Aldea    | La Aldea    | La Aldea    | La Aldea    | La Aldea    | La Aldea    | La Aldea    | La Aldea    | La Aldea    | La Aldea    | La Aldea    | La Aldea    | La Aldea    | La Aldea    | La Aldea    | La Aldea    | La Aldea    | La Aldea    | La Aldea    | La Aldea    | La Aldea    | La Aldea    | La Aldea    | La Aldea    | La Aldea    | La Aldea    | La Aldea    | La Aldea    | La Aldea    | La Aldea    | La Aldea    | La Aldea    | La Aldea    | La Aldea    | La Aldea    | La Aldea    | La Aldea    | La Aldea    | La Aldea    | La Aldea    | Inframundo    | Inframundo    | Inframundo    | Inframundo    | Inframundo    | Inframundo    | Inframundo    | Inframundo    | Inframundo    |
| Elemento | 1.er Duelo  | 1.er Duelo  | 1.er Duelo  | 1.er Duelo  | 1.er Duelo  | 1.er Duelo  | 1.er Duelo  | 1.er Duelo  | 1.er Duelo  | 1.er Duelo  | 1.er Duelo  | 1.er Duelo  | 1.er Duelo  | 1.er Duelo  | 1.er Duelo  | 1.er Duelo  | 1.er Duelo  | 1.er Duelo  | 2.do Duelo  | 2.do Duelo  | 2.do Duelo  | 2.do Duelo  | 2.do Duelo  | 2.do Duelo  | 2.do Duelo  | 2.do Duelo  | 2.do Duelo  | 2.do Duelo  | 2.do Duelo  | 2.do Duelo  | 2.do Duelo  | 2.do Duelo  | 2.do Duelo  | 2.do Duelo  | 2.do Duelo  | 2.do Duelo  | 3.er Duelo  | 3.er Duelo  | 3.er Duelo  | 3.er Duelo  | 3.er Duelo  | 3.er Duelo  | 3.er Duelo  | 3.er Duelo  | 3.er Duelo  | 3.er Duelo  | 3.er Duelo  | 3.er Duelo  | 3.er Duelo  | 3.er Duelo  | 3.er Duelo  | 3.er Duelo  | 3.er Duelo  | 3.er Duelo  | Perdedores    | Perdedores    | Perdedores    | Perdedores    | Perdedores    | Perdedores    | Perdedores    | Perdedores    | Perdedores    |
| -------- | ----------- | ----------- | ----------- | ----------- | ----------- | ----------- | ----------- | ----------- | ----------- | ----------- | ----------- | ----------- | ----------- | ----------- | ----------- | ----------- | ----------- | ----------- | ----------- | ----------- | ----------- | ----------- | ----------- | ----------- | ----------- | ----------- | ----------- | ----------- | ----------- | ----------- | ----------- | ----------- | ----------- | ----------- | ----------- | ----------- | ----------- | ----------- | ----------- | ----------- | ----------- | ----------- | ----------- | ----------- | ----------- | ----------- | ----------- | ----------- | ----------- | ----------- | ----------- | ----------- | ----------- | ----------- | ------------- | ------------- | ------------- | ------------- | ------------- | ------------- | ------------- | ------------- | ------------- |
| Agua     | Deportistas | Deportistas | Deportistas | Deportistas | Deportistas | Deportistas | Deportistas | Deportistas | Deportistas | Deportistas | Deportistas | Deportistas | Deportistas | Deportistas | Deportistas | Deportistas | Deportistas | Deportistas | Actores     | Actores     | Actores     | Actores     | Actores     | Actores     | Fitness     | Fitness     | Fitness     | Fitness     | Fitness     | Fitness     | Modelos     | Modelos     | Modelos     | Modelos     | Modelos     | Modelos     | Músicos     | Músicos     | Músicos     | Músicos     | Músicos     | Músicos     | Músicos     | Músicos     | Músicos     | Comediantes | Comediantes | Comediantes | Comediantes | Comediantes | Comediantes | Comediantes | Comediantes | Comediantes | Presentadores | Presentadores | Presentadores | Presentadores | Presentadores | Presentadores | Presentadores | Presentadores | Presentadores |
| Tierra   | Fitness     | Fitness     | Fitness     | Fitness     | Fitness     | Fitness     | Actores     | Actores     | Actores     | Actores     | Actores     | Actores     | Modelos     | Modelos     | Modelos     | Modelos     | Modelos     | Modelos     | Comediantes | Comediantes | Comediantes | Comediantes | Comediantes | Comediantes | Comediantes | Comediantes | Comediantes | Comediantes | Comediantes | Comediantes | Comediantes | Comediantes | Comediantes | Comediantes | Comediantes | Comediantes | Deportistas | Deportistas | Deportistas | Deportistas | Deportistas | Deportistas | Deportistas | Deportistas | Deportistas | Deportistas | Deportistas | Deportistas | Deportistas | Deportistas | Deportistas | Deportistas | Deportistas | Deportistas | Músicos       | Músicos       | Músicos       | Músicos       | Músicos       | Músicos       | Músicos       | Músicos       | Músicos       |
| Aire     | Deportistas | Deportistas | Deportistas | Deportistas | Deportistas | Deportistas | Deportistas | Deportistas | Deportistas | Deportistas | Deportistas | Deportistas | Deportistas | Deportistas | Deportistas | Deportistas | Deportistas | Deportistas | Modelos     | Modelos     | Modelos     | Modelos     | Modelos     | Modelos     | Modelos     | Modelos     | Modelos     | Fitness     | Fitness     | Fitness     | Fitness     | Fitness     | Fitness     | Fitness     | Fitness     | Fitness     | Comediantes | Comediantes | Comediantes | Comediantes | Comediantes | Comediantes | Comediantes | Comediantes | Comediantes | Comediantes | Comediantes | Comediantes | Comediantes | Comediantes | Comediantes | Comediantes | Comediantes | Comediantes | Actores       | Actores       | Actores       | Actores       | Actores       | Actores       | Actores       | Actores       | Actores       |
| Fuego    | Deportistas | Deportistas | Deportistas | Deportistas | Deportistas | Deportistas | Deportistas | Deportistas | Deportistas | Fitness     | Fitness     | Fitness     | Fitness     | Fitness     | Fitness     | Fitness     | Fitness     | Fitness     | Modelos     | Modelos     | Modelos     | Modelos     | Modelos     | Modelos     | Modelos     | Modelos     | Modelos     | Modelos     | Modelos     | Modelos     | Modelos     | Modelos     | Modelos     | Modelos     | Modelos     | Modelos     |             |             |             |             |             |             |             |             |             |             |             |             |             |             |             |             |             |             | Comediantes   | Comediantes   | Comediantes   | Comediantes   | Comediantes   | Comediantes   | Comediantes   | Comediantes   | Comediantes   |

| Aire     | Comediantes   | Comediantes   | Comediantes   | Comediantes   | Comediantes   | Comediantes   | Fitness     | Fitness     | Fitness     | Fitness     | Fitness     | Fitness     | Modelos     | Modelos     | Modelos     | Modelos     | Modelos     | Modelos     | Actores       | Actores       | Actores       | Actores       | Actores       | Actores       | Actores       | Actores       | Actores       | Actores    | Actores    | Actores    | Actores    | Actores    | Actores    | Actores    | Actores    | Actores    | Deportistas | Deportistas | Deportistas | Deportistas | Deportistas | Deportistas | Deportistas | Deportistas | Deportistas | Deportistas | Deportistas | Deportistas | Deportistas | Deportistas | Deportistas | Deportistas | Deportistas | Deportistas | Presentadores | Presentadores | Presentadores | Presentadores | Presentadores | Presentadores | Presentadores | Presentadores | Presentadores |             |             |             |             |             |             |             |             |             |
| Tierra   | Fitness       | Fitness       | Fitness       | Fitness       | Fitness       | Fitness       | Fitness     | Fitness     | Fitness     | Fitness     | Fitness     | Fitness     | Fitness     | Fitness     | Fitness     | Fitness     | Fitness     | Fitness     | Deportistas   | Deportistas   | Deportistas   | Deportistas   | Deportistas   | Deportistas   | Deportistas   | Deportistas   | Deportistas   | Modelos    | Modelos    | Modelos    | Modelos    | Modelos    | Modelos    | Modelos    | Modelos    | Modelos    | Actores     | Actores     | Actores     | Actores     | Actores     | Actores     | Actores     | Actores     | Actores     | Actores     | Actores     | Actores     | Actores     | Actores     | Actores     | Actores     | Actores     | Actores     | Comediantes   | Comediantes   | Comediantes   | Comediantes   | Comediantes   | Comediantes   | Comediantes   | Comediantes   | Comediantes   |             |             |             |             |             |             |             |             |             |
| Fuego    | Modelos       | Modelos       | Modelos       | Modelos       | Modelos       | Modelos       | Modelos     | Modelos     | Modelos     | Modelos     | Modelos     | Modelos     | Modelos     | Modelos     | Modelos     | Modelos     | Modelos     | Modelos     | Fitness       | Fitness       | Fitness       | Fitness       | Fitness       | Fitness       | Fitness       | Fitness       | Fitness       | Fitness    | Fitness    | Fitness    | Fitness    | Fitness    | Fitness    | Fitness    | Fitness    | Fitness    | Deportistas | Deportistas | Deportistas | Deportistas | Deportistas | Deportistas | Deportistas | Deportistas | Deportistas | Deportistas | Deportistas | Deportistas | Deportistas | Deportistas | Deportistas | Deportistas | Deportistas | Deportistas | Actores       | Actores       | Actores       | Actores       | Actores       | Actores       | Actores       | Actores       | Actores       | Actores     | Actores     | Actores     | Actores     | Actores     | Actores     | Actores     | Actores     | Actores     |
| Ciclo 3  |               |               |               |               |               |               |             |             |             |             |             |             |             |             |             |             |             |             |               |               |               |               |               |               |               |               |               |            |            |            |            |            |            |            |            |            |             |             |             |             |             |             |             |             |             |             |             |             |             |             |             |             |             |             |               |               |               |               |               |               |               |               |               |             |             |             |             |             |             |             |             |             |
| Elemento | La Aldea      | La Aldea      | La Aldea      | La Aldea      | La Aldea      | La Aldea      | La Aldea    | La Aldea    | La Aldea    | La Aldea    | La Aldea    | La Aldea    | La Aldea    | La Aldea    | La Aldea    | La Aldea    | La Aldea    | La Aldea    | La Aldea      | La Aldea      | La Aldea      | La Aldea      | La Aldea      | La Aldea      | La Aldea      | La Aldea      | La Aldea      | La Aldea   | La Aldea   | La Aldea   | La Aldea   | La Aldea   | La Aldea   | La Aldea   | La Aldea   | La Aldea   | La Aldea    | La Aldea    | La Aldea    | La Aldea    | La Aldea    | La Aldea    | La Aldea    | La Aldea    | La Aldea    | La Aldea    | La Aldea    | La Aldea    | La Aldea    | La Aldea    | La Aldea    | La Aldea    | La Aldea    | La Aldea    | Inframundo    | Inframundo    | Inframundo    | Inframundo    | Inframundo    | Inframundo    | Inframundo    | Inframundo    | Inframundo    |             |             |             |             |             |             |             |             |             |
| Elemento | 1.er Duelo    | 1.er Duelo    | 1.er Duelo    | 1.er Duelo    | 1.er Duelo    | 1.er Duelo    | 1.er Duelo  | 1.er Duelo  | 1.er Duelo  | 1.er Duelo  | 1.er Duelo  | 1.er Duelo  | 1.er Duelo  | 1.er Duelo  | 1.er Duelo  | 1.er Duelo  | 1.er Duelo  | 1.er Duelo  | 2.do Duelo    | 2.do Duelo    | 2.do Duelo    | 2.do Duelo    | 2.do Duelo    | 2.do Duelo    | 2.do Duelo    | 2.do Duelo    | 2.do Duelo    | 2.do Duelo | 2.do Duelo | 2.do Duelo | 2.do Duelo | 2.do Duelo | 2.do Duelo | 2.do Duelo | 2.do Duelo | 2.do Duelo | 3.er Duelo  | 3.er Duelo  | 3.er Duelo  | 3.er Duelo  | 3.er Duelo  | 3.er Duelo  | 3.er Duelo  | 3.er Duelo  | 3.er Duelo  | 3.er Duelo  | 3.er Duelo  | 3.er Duelo  | 3.er Duelo  | 3.er Duelo  | 3.er Duelo  | 3.er Duelo  | 3.er Duelo  | 3.er Duelo  | Perdedores    | Perdedores    | Perdedores    | Perdedores    | Perdedores    | Perdedores    | Perdedores    | Perdedores    | Perdedores    |             |             |             |             |             |             |             |             |             |
| Tierra   | Comediantes   | Comediantes   | Comediantes   | Comediantes   | Comediantes   | Comediantes   | Modelos     | Modelos     | Modelos     | Modelos     | Modelos     | Modelos     | Deportistas | Deportistas | Deportistas | Deportistas | Deportistas | Deportistas | Fitness       | Fitness       | Fitness       | Fitness       | Fitness       | Fitness       | Fitness       | Fitness       | Fitness       | Fitness    | Fitness    | Fitness    | Fitness    | Fitness    | Fitness    | Fitness    | Fitness    | Fitness    | Actores     | Actores     | Actores     | Actores     | Actores     | Actores     | Actores     | Actores     | Actores     | Actores     | Actores     | Actores     | Actores     | Actores     | Actores     | Actores     | Actores     | Actores     | Presentadores | Presentadores | Presentadores | Presentadores | Presentadores | Presentadores | Presentadores | Presentadores | Presentadores |             |             |             |             |             |             |             |             |             |
| Agua     | Deportistas   | Deportistas   | Deportistas   | Deportistas   | Deportistas   | Deportistas   | Deportistas | Deportistas | Deportistas | Deportistas | Deportistas | Deportistas | Deportistas | Deportistas | Deportistas | Deportistas | Deportistas | Deportistas | Modelos       | Modelos       | Modelos       | Modelos       | Modelos       | Modelos       | Modelos       | Modelos       | Modelos       | Actores    | Actores    | Actores    | Actores    | Actores    | Actores    | Actores    | Actores    | Actores    | Comediantes | Comediantes | Comediantes | Comediantes | Comediantes | Comediantes | Comediantes | Comediantes | Comediantes | Comediantes | Comediantes | Comediantes | Comediantes | Comediantes | Comediantes | Comediantes | Comediantes | Comediantes | Fitness       | Fitness       | Fitness       | Fitness       | Fitness       | Fitness       | Fitness       | Fitness       | Fitness       | Fitness     | Fitness     | Fitness     | Fitness     | Fitness     | Fitness     | Fitness     | Fitness     | Fitness     |
| Fuego    | Deportistas   | Deportistas   | Deportistas   | Deportistas   | Deportistas   | Deportistas   | Deportistas | Deportistas | Deportistas | Deportistas | Deportistas | Deportistas | Deportistas | Deportistas | Deportistas | Deportistas | Deportistas | Deportistas | Modelos       | Modelos       | Modelos       | Modelos       | Modelos       | Modelos       | Modelos       | Modelos       | Modelos       | Modelos    | Modelos    | Modelos    | Modelos    | Modelos    | Modelos    | Modelos    | Modelos    | Modelos    | Comediantes | Comediantes | Comediantes | Comediantes | Comediantes | Comediantes | Comediantes | Comediantes | Comediantes | Comediantes | Comediantes | Comediantes | Comediantes | Comediantes | Comediantes | Comediantes | Comediantes | Comediantes | Actores       | Actores       | Actores       | Actores       | Actores       | Actores       | Actores       | Actores       | Actores       |             |             |             |             |             |             |             |             |             |
| Ciclo 4  |               |               |               |               |               |               |             |             |             |             |             |             |             |             |             |             |             |             |               |               |               |               |               |               |               |               |               |            |            |            |            |            |            |            |            |            |             |             |             |             |             |             |             |             |             |             |             |             |             |             |             |             |             |             |               |               |               |               |               |               |               |               |               |             |             |             |             |             |             |             |             |             |
| Elemento | La Aldea      | La Aldea      | La Aldea      | La Aldea      | La Aldea      | La Aldea      | La Aldea    | La Aldea    | La Aldea    | La Aldea    | La Aldea    | La Aldea    | La Aldea    | La Aldea    | La Aldea    | La Aldea    | La Aldea    | La Aldea    | La Aldea      | La Aldea      | La Aldea      | La Aldea      | La Aldea      | La Aldea      | La Aldea      | La Aldea      | La Aldea      | La Aldea   | La Aldea   | La Aldea   | La Aldea   | La Aldea   | La Aldea   | La Aldea   | La Aldea   | La Aldea   | La Aldea    | La Aldea    | La Aldea    | La Aldea    | La Aldea    | La Aldea    | La Aldea    | La Aldea    | La Aldea    | La Aldea    | La Aldea    | La Aldea    | La Aldea    | La Aldea    | La Aldea    | La Aldea    | La Aldea    | La Aldea    | Inframundo    | Inframundo    | Inframundo    | Inframundo    | Inframundo    | Inframundo    | Inframundo    | Inframundo    | Inframundo    |             |             |             |             |             |             |             |             |             |
| Elemento | 1.er Duelo    | 1.er Duelo    | 1.er Duelo    | 1.er Duelo    | 1.er Duelo    | 1.er Duelo    | 1.er Duelo  | 1.er Duelo  | 1.er Duelo  | 1.er Duelo  | 1.er Duelo  | 1.er Duelo  | 1.er Duelo  | 1.er Duelo  | 1.er Duelo  | 1.er Duelo  | 1.er Duelo  | 1.er Duelo  | 2.do Duelo    | 2.do Duelo    | 2.do Duelo    | 2.do Duelo    | 2.do Duelo    | 2.do Duelo    | 2.do Duelo    | 2.do Duelo    | 2.do Duelo    | 2.do Duelo | 2.do Duelo | 2.do Duelo | 2.do Duelo | 2.do Duelo | 2.do Duelo | 2.do Duelo | 2.do Duelo | 2.do Duelo | 3.er Duelo  | 3.er Duelo  | 3.er Duelo  | 3.er Duelo  | 3.er Duelo  | 3.er Duelo  | 3.er Duelo  | 3.er Duelo  | 3.er Duelo  | 3.er Duelo  | 3.er Duelo  | 3.er Duelo  | 3.er Duelo  | 3.er Duelo  | 3.er Duelo  | 3.er Duelo  | 3.er Duelo  | 3.er Duelo  | Perdedores    | Perdedores    | Perdedores    | Perdedores    | Perdedores    | Perdedores    | Perdedores    | Perdedores    | Perdedores    |             |             |             |             |             |             |             |             |             |
| Tierra   | Presentadores | Presentadores | Presentadores | Presentadores | Presentadores | Presentadores | Modelos     | Modelos     | Modelos     | Modelos     | Modelos     | Modelos     | Comediantes | Comediantes | Comediantes | Comediantes | Comediantes | Comediantes | Fitness       | Fitness       | Fitness       | Fitness       | Fitness       | Fitness       | Fitness       | Fitness       | Fitness       | Fitness    | Fitness    | Fitness    | Fitness    | Fitness    | Fitness    | Fitness    | Fitness    | Fitness    | Deportistas | Deportistas | Deportistas | Deportistas | Deportistas | Deportistas | Deportistas | Deportistas | Deportistas | Deportistas | Deportistas | Deportistas | Deportistas | Deportistas | Deportistas | Deportistas | Deportistas | Deportistas | Actores       | Actores       | Actores       | Actores       | Actores       | Actores       | Actores       | Actores       | Actores       |             |             |             |             |             |             |             |             |             |
| Agua     | Deportistas   | Deportistas   | Deportistas   | Deportistas   | Deportistas   | Deportistas   | Deportistas | Deportistas | Deportistas | Deportistas | Deportistas | Deportistas | Deportistas | Deportistas | Deportistas | Deportistas | Deportistas | Deportistas | Presentadores | Presentadores | Presentadores | Presentadores | Presentadores | Presentadores | Presentadores | Presentadores | Presentadores | Modelos    | Modelos    | Modelos    | Modelos    | Modelos    | Modelos    | Modelos    | Modelos    | Modelos    | Fitness     | Fitness     | Fitness     | Fitness     | Fitness     | Fitness     | Fitness     | Fitness     | Fitness     | Fitness     | Fitness     | Fitness     | Fitness     | Fitness     | Fitness     | Fitness     | Fitness     | Fitness     | Comediantes   | Comediantes   | Comediantes   | Comediantes   | Comediantes   | Comediantes   | Comediantes   | Comediantes   | Comediantes   | Comediantes | Comediantes | Comediantes | Comediantes | Comediantes | Comediantes | Comediantes | Comediantes | Comediantes |
| Fuego    | Deportistas   | Deportistas   | Deportistas   | Deportistas   | Deportistas   | Deportistas   | Deportistas | Deportistas | Deportistas | Deportistas | Deportistas | Deportistas | Deportistas | Deportistas | Deportistas | Deportistas | Deportistas | Deportistas | Fitness       | Fitness       | Fitness       | Fitness       | Fitness       | Fitness       | Fitness       | Fitness       | Fitness       | Fitness    | Fitness    | Fitness    | Fitness    | Fitness    | Fitness    | Fitness    | Fitness    | Fitness    | Modelos     | Modelos     | Modelos     | Modelos     | Modelos     | Modelos     | Modelos     | Modelos     | Modelos     | Modelos     | Modelos     | Modelos     | Modelos     | Modelos     | Modelos     | Modelos     | Modelos     | Modelos     | Presentadores | Presentadores | Presentadores | Presentadores | Presentadores | Presentadores | Presentadores | Presentadores | Presentadores |             |             |             |             |             |             |             |             |             |

| Fuego    | Modelos     | Modelos     | Modelos     | Modelos     | Modelos     | Modelos     | Actores    | Actores    | Actores    | Actores    | Actores    | Actores    | Deportistas | Deportistas | Deportistas | Deportistas | Deportistas | Deportistas | Fitness       | Fitness       | Fitness       | Fitness       | Fitness       | Fitness       | Fitness       | Fitness       | Fitness       | Fitness       | Fitness       | Fitness       | Fitness       | Fitness       | Fitness       | Fitness       | Fitness       | Fitness       | Comediantes   | Comediantes   | Comediantes   | Comediantes   | Comediantes   | Comediantes   | Comediantes   | Comediantes   | Comediantes   | Comediantes   | Comediantes   | Comediantes   | Comediantes   | Comediantes   | Comediantes   | Comediantes   | Comediantes   | Comediantes   | Presentadores | Presentadores | Presentadores | Presentadores | Presentadores | Presentadores | Presentadores | Presentadores | Presentadores | Presentadores | Presentadores | Presentadores | Presentadores | Presentadores | Presentadores | Presentadores | Presentadores | Presentadores |
| Tierra   | Actores     | Actores     | Actores     | Actores     | Actores     | Actores     | Actores    | Actores    | Actores    | Actores    | Actores    | Actores    | Actores     | Actores     | Actores     | Actores     | Actores     | Actores     | Modelos       | Modelos       | Modelos       | Modelos       | Modelos       | Modelos       | Modelos       | Modelos       | Modelos       | Fitness       | Fitness       | Fitness       | Fitness       | Fitness       | Fitness       | Fitness       | Fitness       | Fitness       | Deportistas   | Deportistas   | Deportistas   | Deportistas   | Deportistas   | Deportistas   | Deportistas   | Deportistas   | Deportistas   | Deportistas   | Deportistas   | Deportistas   | Deportistas   | Deportistas   | Deportistas   | Deportistas   | Deportistas   | Deportistas   | Comediantes   | Comediantes   | Comediantes   | Comediantes   | Comediantes   | Comediantes   | Comediantes   | Comediantes   | Comediantes   | Comediantes   | Comediantes   | Comediantes   | Comediantes   | Comediantes   | Comediantes   | Comediantes   | Comediantes   | Comediantes   |
| Aire     | Modelos     | Modelos     | Modelos     | Modelos     | Modelos     | Modelos     | Modelos    | Modelos    | Modelos    | Modelos    | Modelos    | Modelos    | Modelos     | Modelos     | Modelos     | Modelos     | Modelos     | Modelos     | Fitness       | Fitness       | Fitness       | Fitness       | Fitness       | Fitness       | Fitness       | Fitness       | Fitness       | Fitness       | Fitness       | Fitness       | Fitness       | Fitness       | Fitness       | Fitness       | Fitness       | Fitness       | Deportistas   | Deportistas   | Deportistas   | Deportistas   | Deportistas   | Deportistas   | Deportistas   | Deportistas   | Deportistas   | Deportistas   | Deportistas   | Deportistas   | Deportistas   | Deportistas   | Deportistas   | Deportistas   | Deportistas   | Deportistas   | Actores       | Actores       | Actores       | Actores       | Actores       | Actores       | Actores       | Actores       | Actores       |               |               |               |               |               |               |               |               |               |
| Ciclo 6  |             |             |             |             |             |             |            |            |            |            |            |            |             |             |             |             |             |             |               |               |               |               |               |               |               |               |               |               |               |               |               |               |               |               |               |               |               |               |               |               |               |               |               |               |               |               |               |               |               |               |               |               |               |               |               |               |               |               |               |               |               |               |               |               |               |               |               |               |               |               |               |               |
| Elemento | La Aldea    | La Aldea    | La Aldea    | La Aldea    | La Aldea    | La Aldea    | La Aldea   | La Aldea   | La Aldea   | La Aldea   | La Aldea   | La Aldea   | La Aldea    | La Aldea    | La Aldea    | La Aldea    | La Aldea    | La Aldea    | La Aldea      | La Aldea      | La Aldea      | La Aldea      | La Aldea      | La Aldea      | La Aldea      | La Aldea      | La Aldea      | La Aldea      | La Aldea      | La Aldea      | La Aldea      | La Aldea      | La Aldea      | La Aldea      | La Aldea      | La Aldea      | La Aldea      | La Aldea      | La Aldea      | La Aldea      | La Aldea      | La Aldea      | La Aldea      | La Aldea      | La Aldea      | La Aldea      | La Aldea      | La Aldea      | La Aldea      | La Aldea      | La Aldea      | La Aldea      | La Aldea      | La Aldea      | Inframundo    | Inframundo    | Inframundo    | Inframundo    | Inframundo    | Inframundo    | Inframundo    | Inframundo    | Inframundo    |               |               |               |               |               |               |               |               |               |
| Elemento | 1.er Duelo  | 1.er Duelo  | 1.er Duelo  | 1.er Duelo  | 1.er Duelo  | 1.er Duelo  | 1.er Duelo | 1.er Duelo | 1.er Duelo | 1.er Duelo | 1.er Duelo | 1.er Duelo | 1.er Duelo  | 1.er Duelo  | 1.er Duelo  | 1.er Duelo  | 1.er Duelo  | 1.er Duelo  | 2.do Duelo    | 2.do Duelo    | 2.do Duelo    | 2.do Duelo    | 2.do Duelo    | 2.do Duelo    | 2.do Duelo    | 2.do Duelo    | 2.do Duelo    | 2.do Duelo    | 2.do Duelo    | 2.do Duelo    | 2.do Duelo    | 2.do Duelo    | 2.do Duelo    | 2.do Duelo    | 2.do Duelo    | 2.do Duelo    | 3.er Duelo    | 3.er Duelo    | 3.er Duelo    | 3.er Duelo    | 3.er Duelo    | 3.er Duelo    | 3.er Duelo    | 3.er Duelo    | 3.er Duelo    | 3.er Duelo    | 3.er Duelo    | 3.er Duelo    | 3.er Duelo    | 3.er Duelo    | 3.er Duelo    | 3.er Duelo    | 3.er Duelo    | 3.er Duelo    | Perdedores    | Perdedores    | Perdedores    | Perdedores    | Perdedores    | Perdedores    | Perdedores    | Perdedores    | Perdedores    |               |               |               |               |               |               |               |               |               |
| Fuego    | Deportistas | Deportistas | Deportistas | Deportistas | Deportistas | Deportistas | Modelos    | Modelos    | Modelos    | Modelos    | Modelos    | Modelos    | Actores     | Actores     | Actores     | Actores     | Actores     | Actores     | Presentadores | Presentadores | Presentadores | Presentadores | Presentadores | Presentadores | Presentadores | Presentadores | Presentadores | Presentadores | Presentadores | Presentadores | Presentadores | Presentadores | Presentadores | Presentadores | Presentadores | Presentadores | Fitness       | Fitness       | Fitness       | Fitness       | Fitness       | Fitness       | Fitness       | Fitness       | Fitness       | Fitness       | Fitness       | Fitness       | Fitness       | Fitness       | Fitness       | Fitness       | Fitness       | Fitness       | Comediantes   | Comediantes   | Comediantes   | Comediantes   | Comediantes   | Comediantes   | Comediantes   | Comediantes   | Comediantes   | Comediantes   | Comediantes   | Comediantes   | Comediantes   | Comediantes   | Comediantes   | Comediantes   | Comediantes   | Comediantes   |
| Aire     | Modelos     | Modelos     | Modelos     | Modelos     | Modelos     | Modelos     | Modelos    | Modelos    | Modelos    | Modelos    | Modelos    | Modelos    | Modelos     | Modelos     | Modelos     | Modelos     | Modelos     | Modelos     | Presentadores | Presentadores | Presentadores | Presentadores | Presentadores | Presentadores | Presentadores | Presentadores | Presentadores | Fitness       | Fitness       | Fitness       | Fitness       | Fitness       | Fitness       | Fitness       | Fitness       | Fitness       | Actores       | Actores       | Actores       | Actores       | Actores       | Actores       | Actores       | Actores       | Actores       | Actores       | Actores       | Actores       | Actores       | Actores       | Actores       | Actores       | Actores       | Actores       | Deportistas   | Deportistas   | Deportistas   | Deportistas   | Deportistas   | Deportistas   | Deportistas   | Deportistas   | Deportistas   | Deportistas   | Deportistas   | Deportistas   | Deportistas   | Deportistas   | Deportistas   | Deportistas   | Deportistas   | Deportistas   |
| Tierra   | Fitness     | Fitness     | Fitness     | Fitness     | Fitness     | Fitness     | Fitness    | Fitness    | Fitness    | Fitness    | Fitness    | Fitness    | Fitness     | Fitness     | Fitness     | Fitness     | Fitness     | Fitness     | Modelos       | Modelos       | Modelos       | Modelos       | Modelos       | Modelos       | Modelos       | Modelos       | Modelos       | Modelos       | Modelos       | Modelos       | Modelos       | Modelos       | Modelos       | Modelos       | Modelos       | Modelos       | Presentadores | Presentadores | Presentadores | Presentadores | Presentadores | Presentadores | Presentadores | Presentadores | Presentadores | Presentadores | Presentadores | Presentadores | Presentadores | Presentadores | Presentadores | Presentadores | Presentadores | Presentadores | Actores       | Actores       | Actores       | Actores       | Actores       | Actores       | Actores       | Actores       | Actores       |               |               |               |               |               |               |               |               |               |

| Tierra   | Actores     | Actores     | Actores     | Actores     | Actores     | Actores     | Actores     | Actores     | Actores     | Actores     | Actores     | Actores     | Actores     | Actores     | Actores     | Actores     | Actores     | Actores     | Modelos     | Modelos     | Modelos     | Modelos     | Modelos     | Modelos     | Modelos     | Modelos     | Modelos     | Fitness     | Fitness     | Fitness     | Fitness     | Fitness     | Fitness     | Fitness     | Fitness     | Fitness     | Deportistas | Deportistas | Deportistas | Deportistas | Deportistas | Deportistas | Deportistas | Deportistas | Deportistas | Deportistas | Deportistas | Deportistas | Deportistas | Deportistas | Deportistas | Deportistas | Deportistas | Deportistas | Presentadores | Presentadores | Presentadores | Presentadores | Presentadores | Presentadores | Presentadores | Presentadores | Presentadores | Presentadores | Presentadores | Presentadores | Presentadores | Presentadores | Presentadores | Presentadores | Presentadores | Presentadores |
| Agua     | Actores     | Actores     | Actores     | Actores     | Actores     | Actores     | Actores     | Actores     | Actores     | Actores     | Actores     | Actores     | Actores     | Actores     | Actores     | Actores     | Actores     | Actores     | Fitness     | Fitness     | Fitness     | Fitness     | Fitness     | Fitness     | Fitness     | Fitness     | Fitness     | Fitness     | Fitness     | Fitness     | Fitness     | Fitness     | Fitness     | Fitness     | Fitness     | Fitness     | Modelos     | Modelos     | Modelos     | Modelos     | Modelos     | Modelos     | Modelos     | Modelos     | Modelos     | Modelos     | Modelos     | Modelos     | Modelos     | Modelos     | Modelos     | Modelos     | Modelos     | Modelos     | Deportistas   | Deportistas   | Deportistas   | Deportistas   | Deportistas   | Deportistas   | Deportistas   | Deportistas   | Deportistas   | Deportistas   | Deportistas   | Deportistas   | Deportistas   | Deportistas   | Deportistas   | Deportistas   | Deportistas   | Deportistas   |
| Aire     | Actores     | Actores     | Actores     | Actores     | Actores     | Actores     | Actores     | Actores     | Actores     | Actores     | Actores     | Actores     | Actores     | Actores     | Actores     | Actores     | Actores     | Actores     | Modelos     | Modelos     | Modelos     | Modelos     | Modelos     | Modelos     | Modelos     | Modelos     | Modelos     | Modelos     | Modelos     | Modelos     | Modelos     | Modelos     | Modelos     | Modelos     | Modelos     | Modelos     |             |             |             |             |             |             |             |             |             |             |             |             |             |             |             |             |             |             | Fitness       | Fitness       | Fitness       | Fitness       | Fitness       | Fitness       | Fitness       | Fitness       | Fitness       | Fitness       | Fitness       | Fitness       | Fitness       | Fitness       | Fitness       | Fitness       | Fitness       | Fitness       |
| Ciclo 8  |             |             |             |             |             |             |             |             |             |             |             |             |             |             |             |             |             |             |             |             |             |             |             |             |             |             |             |             |             |             |             |             |             |             |             |             |             |             |             |             |             |             |             |             |             |             |             |             |             |             |             |             |             |             |               |               |               |               |               |               |               |               |               |               |               |               |               |               |               |               |               |               |
| Elemento | La Aldea    | La Aldea    | La Aldea    | La Aldea    | La Aldea    | La Aldea    | La Aldea    | La Aldea    | La Aldea    | La Aldea    | La Aldea    | La Aldea    | La Aldea    | La Aldea    | La Aldea    | La Aldea    | La Aldea    | La Aldea    | La Aldea    | La Aldea    | La Aldea    | La Aldea    | La Aldea    | La Aldea    | La Aldea    | La Aldea    | La Aldea    | La Aldea    | La Aldea    | La Aldea    | La Aldea    | La Aldea    | La Aldea    | La Aldea    | La Aldea    | La Aldea    | La Aldea    | La Aldea    | La Aldea    | La Aldea    | La Aldea    | La Aldea    | La Aldea    | La Aldea    | La Aldea    | La Aldea    | La Aldea    | La Aldea    | La Aldea    | La Aldea    | La Aldea    | La Aldea    | La Aldea    | La Aldea    | Inframundo    | Inframundo    | Inframundo    | Inframundo    | Inframundo    | Inframundo    | Inframundo    | Inframundo    | Inframundo    |               |               |               |               |               |               |               |               |               |
| Elemento | 1.er Duelo  | 1.er Duelo  | 1.er Duelo  | 1.er Duelo  | 1.er Duelo  | 1.er Duelo  | 1.er Duelo  | 1.er Duelo  | 1.er Duelo  | 1.er Duelo  | 1.er Duelo  | 1.er Duelo  | 1.er Duelo  | 1.er Duelo  | 1.er Duelo  | 1.er Duelo  | 1.er Duelo  | 1.er Duelo  | 2.do Duelo  | 2.do Duelo  | 2.do Duelo  | 2.do Duelo  | 2.do Duelo  | 2.do Duelo  | 2.do Duelo  | 2.do Duelo  | 2.do Duelo  | 2.do Duelo  | 2.do Duelo  | 2.do Duelo  | 2.do Duelo  | 2.do Duelo  | 2.do Duelo  | 2.do Duelo  | 2.do Duelo  | 2.do Duelo  | 3.er Duelo  | 3.er Duelo  | 3.er Duelo  | 3.er Duelo  | 3.er Duelo  | 3.er Duelo  | 3.er Duelo  | 3.er Duelo  | 3.er Duelo  | 3.er Duelo  | 3.er Duelo  | 3.er Duelo  | 3.er Duelo  | 3.er Duelo  | 3.er Duelo  | 3.er Duelo  | 3.er Duelo  | 3.er Duelo  | Perdedores    | Perdedores    | Perdedores    | Perdedores    | Perdedores    | Perdedores    | Perdedores    | Perdedores    | Perdedores    |               |               |               |               |               |               |               |               |               |
| Agua     | Deportistas | Deportistas | Deportistas | Deportistas | Deportistas | Deportistas | Deportistas | Deportistas | Deportistas | Deportistas | Deportistas | Deportistas | Deportistas | Deportistas | Deportistas | Deportistas | Deportistas | Deportistas | Actores     | Actores     | Actores     | Actores     | Actores     | Actores     | Actores     | Actores     | Actores     | Fitness     | Fitness     | Fitness     | Fitness     | Fitness     | Fitness     | Fitness     | Fitness     | Fitness     | Modelos     | Modelos     | Modelos     | Modelos     | Modelos     | Modelos     | Modelos     | Modelos     | Modelos     | Modelos     | Modelos     | Modelos     | Modelos     | Modelos     | Modelos     | Modelos     | Modelos     | Modelos     | Presentadores | Presentadores | Presentadores | Presentadores | Presentadores | Presentadores | Presentadores | Presentadores | Presentadores | Presentadores | Presentadores | Presentadores | Presentadores | Presentadores | Presentadores | Presentadores | Presentadores | Presentadores |
| Aire     | Actores     | Actores     | Actores     | Actores     | Actores     | Actores     | Actores     | Actores     | Actores     | Actores     | Actores     | Actores     | Actores     | Actores     | Actores     | Actores     | Actores     | Actores     | Deportistas | Deportistas | Deportistas | Deportistas | Deportistas | Deportistas | Deportistas | Deportistas | Deportistas | Deportistas | Deportistas | Deportistas | Deportistas | Deportistas | Deportistas | Deportistas | Deportistas | Deportistas | Modelos     | Modelos     | Modelos     | Modelos     | Modelos     | Modelos     | Modelos     | Modelos     | Modelos     | Modelos     | Modelos     | Modelos     | Modelos     | Modelos     | Modelos     | Modelos     | Modelos     | Modelos     | Fitness       | Fitness       | Fitness       | Fitness       | Fitness       | Fitness       | Fitness       | Fitness       | Fitness       | Fitness       | Fitness       | Fitness       | Fitness       | Fitness       | Fitness       | Fitness       | Fitness       | Fitness       |
| Tierra   | Deportistas | Deportistas | Deportistas | Deportistas | Deportistas | Deportistas | Deportistas | Deportistas | Deportistas | Deportistas | Deportistas | Deportistas | Deportistas | Deportistas | Deportistas | Deportistas | Deportistas | Deportistas | Actores     | Actores     | Actores     | Actores     | Actores     | Actores     | Actores     | Actores     | Actores     | Actores     | Actores     | Actores     | Actores     | Actores     | Actores     | Actores     | Actores     | Actores     |             |             |             |             |             |             |             |             |             |             |             |             |             |             |             |             |             |             | Modelos       | Modelos       | Modelos       | Modelos       | Modelos       | Modelos       | Modelos       | Modelos       | Modelos       | Modelos       | Modelos       | Modelos       | Modelos       | Modelos       | Modelos       | Modelos       | Modelos       | Modelos       |

| Etapa 5                | Etapa 5                | Etapa 5                | Etapa 5                | Etapa 5                | Etapa 5                | Etapa 5                | Etapa 5                | Etapa 5                | Etapa 5                | Etapa 5                | Etapa 5                | Etapa 5                | Etapa 5                | Etapa 5                | Etapa 5                | Etapa 5                |                   |
| Ciclo 9                | Ciclo 9                | Ciclo 9                | Ciclo 9                | Ciclo 9                | Ciclo 9                | Ciclo 9                | Ciclo 9                | Ciclo 9                | Ciclo 9                | Ciclo 9                | Ciclo 9                | Ciclo 9                | Ciclo 9                | Ciclo 9                | Ciclo 9                | Ciclo 9                |                   |
| Retos por los collares | Retos por los collares | Retos por los collares | Retos por los collares | Retos por los collares | Retos por los collares | Retos por los collares | Retos por los collares | Retos por los collares | Retos por los collares | Retos por los collares | Retos por los collares | Retos por los collares | Retos por los collares | Retos por los collares | Retos por los collares | Retos por los collares |                   |
| Collar                 | Ganador(a)             | Ganador(a)             | Ganador(a)             | 2.° Lugar              | 2.° Lugar              | 2.° Lugar              | Semifinalistas         | Semifinalistas         | Semifinalistas         | Semifinalistas         | Semifinalistas         | Semifinalistas         | 4.to Lugar             | 4.to Lugar             | 4.to Lugar             |                        |                   |
| ---------------------- | ---------------------- | ---------------------- | ---------------------- | ---------------------- | ---------------------- | ---------------------- | ---------------------- | ---------------------- | ---------------------- | ---------------------- | ---------------------- | ---------------------- | ---------------------- | ---------------------- | ---------------------- | ---------------------- | ----------------- |
| Tierra                 | Daniela Henao          | Daniela Henao          | Daniela Henao          | Alejandra Montoya      | Alejandra Montoya      | Alejandra Montoya      | Sandra Muñoz           | Sandra Muñoz           | Sandra Muñoz           | Nátali Ortiz           | Nátali Ortiz           | Nátali Ortiz           | Márgaret Núñez         | Márgaret Núñez         | Márgaret Núñez         |                        |                   |
| Aire                   | Jon Zárate             | Jon Zárate             | Jon Zárate             | Salomón Bustamante     | Salomón Bustamante     | Salomón Bustamante     | Juan David Aldana      | Juan David Aldana      | Juan David Aldana      | Alex Adames            | Alex Adames            | Alex Adames            | Cristian Abril         | Cristian Abril         | Cristian Abril         |                        |                   |
| Sacrificios            |                        |                        |                        |                        |                        |                        |                        |                        |                        |                        |                        |                        |                        |                        |                        |                        |                   |
| Elemento               | 1.er Duelo             | 1.er Duelo             | 1.er Duelo             | 2.° Duelo              | 2.° Duelo              | 2.° Duelo              | 2.° Duelo              | 2.° Duelo              | 2.° Duelo              | 3.er Duelo             | 3.er Duelo             | 3.er Duelo             | Perdedor(a)            | Perdedor(a)            | Perdedor(a)            | Perdedor(a)            | Perdedor(a)       |
| Tierra                 | Sebastián Vega         | Sebastián Vega         | Sebastián Vega         | Salomón Bustamante     | Salomón Bustamante     | Salomón Bustamante     | Alex Adames            | Alex Adames            | Alex Adames            | Mauricio Ocampo        | Mauricio Ocampo        | Mauricio Ocampo        | Fabián Higuita         | Fabián Higuita         | Fabián Higuita         | Fabián Higuita         | Fabián Higuita    |
| Aire                   | Liliana Palmera        | Liliana Palmera        | Liliana Palmera        | Ana Carolina Bueno     | Ana Carolina Bueno     | Ana Carolina Bueno     | Andrea Del Valle       | Andrea Del Valle       | Andrea Del Valle       | Márgaret Núñez         | Márgaret Núñez         | Márgaret Núñez         | Sandra Muñoz           | Sandra Muñoz           | Sandra Muñoz           | Sandra Muñoz           | Sandra Muñoz      |
| Ciclo 10               |                        |                        |                        |                        |                        |                        |                        |                        |                        |                        |                        |                        |                        |                        |                        |                        |                   |
| Retos por los collares |                        |                        |                        |                        |                        |                        |                        |                        |                        |                        |                        |                        |                        |                        |                        |                        |                   |
| Collar                 | Ganador(a)             | Ganador(a)             | Ganador(a)             | 2.° Lugar              | 2.° Lugar              | 2.° Lugar              | Semifinalistas         | Semifinalistas         | Semifinalistas         | Semifinalistas         | Semifinalistas         | Semifinalistas         | 4.to Lugar             | 4.to Lugar             | 4.to Lugar             |                        |                   |
| Agua                   | Alex Adames            | Alex Adames            | Alex Adames            | Sebastián Vega         | Sebastián Vega         | Sebastián Vega         | Salomón Bustamante     | Salomón Bustamante     | Salomón Bustamante     | Mauricio Ocampo        | Mauricio Ocampo        | Mauricio Ocampo        | Juan David Aldana      | Juan David Aldana      | Juan David Aldana      | Juan David Aldana      | Juan David Aldana |
| Fuego                  | Liliana Palmera        | Liliana Palmera        | Liliana Palmera        | Márgaret Núñez         | Márgaret Núñez         | Márgaret Núñez         | Andrea Del Valle       | Andrea Del Valle       | Andrea Del Valle       | Andrea Del Valle       | Andrea Del Valle       | Andrea Del Valle       | Ana Carolina Bueno     | Ana Carolina Bueno     | Ana Carolina Bueno     |                        |                   |
| Sacrificios            |                        |                        |                        |                        |                        |                        |                        |                        |                        |                        |                        |                        |                        |                        |                        |                        |                   |
| Elemento               | Ganadores              | Ganadores              | Ganadores              | Ganadores              | Ganadores              | Ganadores              | Perdedores             | Perdedores             | Perdedores             | Perdedores             | Perdedores             | Perdedores             | Perdedores             | Perdedores             | Perdedores             | Perdedores             | Perdedores        |
| Agua                   | Andrea Del Valle       | Andrea Del Valle       | Andrea Del Valle       | Nátali Ortiz           | Nátali Ortiz           | Nátali Ortiz           | Márgaret Núñez         | Márgaret Núñez         | Márgaret Núñez         | Ana Carolina Bueno     | Ana Carolina Bueno     | Ana Carolina Bueno     | Alejandra Montoya      | Alejandra Montoya      | Alejandra Montoya      | Alejandra Montoya      | Alejandra Montoya |
| Fuego                  | Juan David Aldana      | Juan David Aldana      | Juan David Aldana      | Cristian Abril         | Cristian Abril         | Cristian Abril         | Mauricio Ocampo        | Mauricio Ocampo        | Mauricio Ocampo        | Salomón Bustamante     | Salomón Bustamante     | Salomón Bustamante     | Sebastián Vega         | Sebastián Vega         | Sebastián Vega         | Sebastián Vega         | Sebastián Vega    |

| Etapa 6  | Etapa 6     | Etapa 6     | Etapa 6     | Etapa 6     | Etapa 6     | Etapa 6     | Etapa 6     | Etapa 6     | Etapa 6     | Etapa 6    | Etapa 6    | Etapa 6    | Etapa 6    | Etapa 6    | Etapa 6    | Etapa 6    | Etapa 6    | Etapa 6    | Etapa 6    | Etapa 6    | Etapa 6    | Etapa 6    | Etapa 6    | Etapa 6    | Etapa 6    | Etapa 6    | Etapa 6    | Etapa 6     | Etapa 6     | Etapa 6     | Etapa 6     | Etapa 6     | Etapa 6     | Etapa 6     | Etapa 6     | Etapa 6     | Etapa 6     | Etapa 6     | Etapa 6     | Etapa 6     | Etapa 6     | Etapa 6     | Etapa 6     | Etapa 6     | Etapa 6     | Etapa 6     | Etapa 6     | Etapa 6     | Etapa 6     | Etapa 6     | Etapa 6     | Etapa 6     | Etapa 6     | Etapa 6     | Etapa 6     | Etapa 6     | Etapa 6     | Etapa 6     | Etapa 6     | Etapa 6     | Etapa 6     | Etapa 6     |             |
| Ciclo 11 | Ciclo 11    | Ciclo 11    | Ciclo 11    | Ciclo 11    | Ciclo 11    | Ciclo 11    | Ciclo 11    | Ciclo 11    | Ciclo 11    | Ciclo 11   | Ciclo 11   | Ciclo 11   | Ciclo 11   | Ciclo 11   | Ciclo 11   | Ciclo 11   | Ciclo 11   | Ciclo 11   | Ciclo 11   | Ciclo 11   | Ciclo 11   | Ciclo 11   | Ciclo 11   | Ciclo 11   | Ciclo 11   | Ciclo 11   | Ciclo 11   | Ciclo 11    | Ciclo 11    | Ciclo 11    | Ciclo 11    | Ciclo 11    | Ciclo 11    | Ciclo 11    | Ciclo 11    | Ciclo 11    | Ciclo 11    | Ciclo 11    | Ciclo 11    | Ciclo 11    | Ciclo 11    | Ciclo 11    | Ciclo 11    | Ciclo 11    | Ciclo 11    | Ciclo 11    | Ciclo 11    | Ciclo 11    | Ciclo 11    | Ciclo 11    | Ciclo 11    | Ciclo 11    | Ciclo 11    | Ciclo 11    | Ciclo 11    | Ciclo 11    | Ciclo 11    | Ciclo 11    | Ciclo 11    | Ciclo 11    | Ciclo 11    | Ciclo 11    |             |
| Elemento | La Aldea    | La Aldea    | La Aldea    | La Aldea    | La Aldea    | La Aldea    | La Aldea    | La Aldea    | La Aldea    | La Aldea   | La Aldea   | La Aldea   | La Aldea   | La Aldea   | La Aldea   | La Aldea   | La Aldea   | La Aldea   | La Aldea   | La Aldea   | La Aldea   | La Aldea   | La Aldea   | La Aldea   | La Aldea   | La Aldea   | La Aldea   | La Aldea    | La Aldea    | La Aldea    | La Aldea    | La Aldea    | La Aldea    | La Aldea    | La Aldea    | La Aldea    | La Aldea    | La Aldea    | La Aldea    | La Aldea    | La Aldea    | La Aldea    | La Aldea    | La Aldea    | La Aldea    | La Aldea    | La Aldea    | La Aldea    | La Aldea    | La Aldea    | La Aldea    | La Aldea    | La Aldea    | La Aldea    | Inframundo  | Inframundo  | Inframundo  | Inframundo  | Inframundo  | Inframundo  | Inframundo  | Inframundo  | Inframundo  |
| Elemento | 1.er Duelo  | 1.er Duelo  | 1.er Duelo  | 1.er Duelo  | 1.er Duelo  | 1.er Duelo  | 1.er Duelo  | 1.er Duelo  | 1.er Duelo  | 1.er Duelo | 1.er Duelo | 1.er Duelo | 1.er Duelo | 1.er Duelo | 1.er Duelo | 1.er Duelo | 1.er Duelo | 1.er Duelo | 2.do Duelo | 2.do Duelo | 2.do Duelo | 2.do Duelo | 2.do Duelo | 2.do Duelo | 2.do Duelo | 2.do Duelo | 2.do Duelo | 2.do Duelo  | 2.do Duelo  | 2.do Duelo  | 2.do Duelo  | 2.do Duelo  | 2.do Duelo  | 2.do Duelo  | 2.do Duelo  | 2.do Duelo  | 3.er Duelo  | 3.er Duelo  | 3.er Duelo  | 3.er Duelo  | 3.er Duelo  | 3.er Duelo  | 3.er Duelo  | 3.er Duelo  | 3.er Duelo  | 3.er Duelo  | 3.er Duelo  | 3.er Duelo  | 3.er Duelo  | 3.er Duelo  | 3.er Duelo  | 3.er Duelo  | 3.er Duelo  | 3.er Duelo  | Perdedores  | Perdedores  | Perdedores  | Perdedores  | Perdedores  | Perdedores  | Perdedores  | Perdedores  | Perdedores  |
| -------- | ----------- | ----------- | ----------- | ----------- | ----------- | ----------- | ----------- | ----------- | ----------- | ---------- | ---------- | ---------- | ---------- | ---------- | ---------- | ---------- | ---------- | ---------- | ---------- | ---------- | ---------- | ---------- | ---------- | ---------- | ---------- | ---------- | ---------- | ----------- | ----------- | ----------- | ----------- | ----------- | ----------- | ----------- | ----------- | ----------- | ----------- | ----------- | ----------- | ----------- | ----------- | ----------- | ----------- | ----------- | ----------- | ----------- | ----------- | ----------- | ----------- | ----------- | ----------- | ----------- | ----------- | ----------- | ----------- | ----------- | ----------- | ----------- | ----------- | ----------- | ----------- | ----------- | ----------- |
| Agua     | Actores     | Actores     | Actores     | Actores     | Actores     | Actores     | Actores     | Actores     | Actores     | Actores    | Actores    | Actores    | Actores    | Actores    | Actores    | Actores    | Actores    | Actores    | Fitness    | Fitness    | Fitness    | Fitness    | Fitness    | Fitness    | Fitness    | Fitness    | Fitness    | Deportistas | Deportistas | Deportistas | Deportistas | Deportistas | Deportistas | Deportistas | Deportistas | Deportistas | Modelos     | Modelos     | Modelos     | Modelos     | Modelos     | Modelos     | Modelos     | Modelos     | Modelos     | Modelos     | Modelos     | Modelos     | Modelos     | Modelos     | Modelos     | Modelos     | Modelos     | Modelos     | Vengadores  | Vengadores  | Vengadores  | Vengadores  | Vengadores  | Vengadores  | Vengadores  | Vengadores  | Vengadores  |
| Fuego    | Deportistas | Deportistas | Deportistas | Deportistas | Deportistas | Deportistas | Deportistas | Deportistas | Deportistas | Fitness    | Fitness    | Fitness    | Fitness    | Fitness    | Fitness    | Fitness    | Fitness    | Fitness    | Actores    | Actores    | Actores    | Actores    | Actores    | Actores    | Actores    | Actores    | Actores    | Actores     | Actores     | Actores     | Actores     | Actores     | Actores     | Actores     | Actores     | Actores     |             |             |             |             |             |             |             |             |             |             |             |             |             |             |             |             |             |             | Modelos     | Modelos     | Modelos     | Modelos     | Modelos     | Modelos     | Modelos     | Modelos     | Modelos     |
| Aire     | Actores     | Actores     | Actores     | Actores     | Actores     | Actores     | Actores     | Actores     | Actores     | Actores    | Actores    | Actores    | Actores    | Actores    | Actores    | Actores    | Actores    | Actores    | Fitness    | Fitness    | Fitness    | Fitness    | Fitness    | Fitness    | Fitness    | Fitness    | Fitness    | Fitness     | Fitness     | Fitness     | Fitness     | Fitness     | Fitness     | Fitness     | Fitness     | Fitness     |             |             |             |             |             |             |             |             |             |             |             |             |             |             |             |             |             |             | Deportistas | Deportistas | Deportistas | Deportistas | Deportistas | Deportistas | Deportistas | Deportistas | Deportistas |
| Ciclo 12 |             |             |             |             |             |             |             |             |             |            |            |            |            |            |            |            |            |            |            |            |            |            |            |            |            |            |            |             |             |             |             |             |             |             |             |             |             |             |             |             |             |             |             |             |             |             |             |             |             |             |             |             |             |             |             |             |             |             |             |             |             |             |             |
| Elemento | La Aldea    | La Aldea    | La Aldea    | La Aldea    | La Aldea    | La Aldea    | La Aldea    | La Aldea    | La Aldea    | La Aldea   | La Aldea   | La Aldea   | La Aldea   | La Aldea   | La Aldea   | La Aldea   | La Aldea   | La Aldea   | La Aldea   | La Aldea   | La Aldea   | La Aldea   | La Aldea   | La Aldea   | La Aldea   | La Aldea   | La Aldea   | La Aldea    | La Aldea    | La Aldea    | La Aldea    | La Aldea    | La Aldea    | La Aldea    | La Aldea    | La Aldea    | La Aldea    | La Aldea    | La Aldea    | La Aldea    | La Aldea    | La Aldea    | La Aldea    | La Aldea    | La Aldea    | La Aldea    | La Aldea    | La Aldea    | La Aldea    | La Aldea    | La Aldea    | La Aldea    | La Aldea    | La Aldea    | Inframundo  | Inframundo  | Inframundo  | Inframundo  | Inframundo  | Inframundo  | Inframundo  | Inframundo  | Inframundo  |
| Elemento | 1.er Duelo  | 1.er Duelo  | 1.er Duelo  | 1.er Duelo  | 1.er Duelo  | 1.er Duelo  | 1.er Duelo  | 1.er Duelo  | 1.er Duelo  | 1.er Duelo | 1.er Duelo | 1.er Duelo | 1.er Duelo | 1.er Duelo | 1.er Duelo | 1.er Duelo | 1.er Duelo | 1.er Duelo | 2.do Duelo | 2.do Duelo | 2.do Duelo | 2.do Duelo | 2.do Duelo | 2.do Duelo | 2.do Duelo | 2.do Duelo | 2.do Duelo | 2.do Duelo  | 2.do Duelo  | 2.do Duelo  | 2.do Duelo  | 2.do Duelo  | 2.do Duelo  | 2.do Duelo  | 2.do Duelo  | 2.do Duelo  | 3.er Duelo  | 3.er Duelo  | 3.er Duelo  | 3.er Duelo  | 3.er Duelo  | 3.er Duelo  | 3.er Duelo  | 3.er Duelo  | 3.er Duelo  | 3.er Duelo  | 3.er Duelo  | 3.er Duelo  | 3.er Duelo  | 3.er Duelo  | 3.er Duelo  | 3.er Duelo  | 3.er Duelo  | 3.er Duelo  | Perdedores  | Perdedores  | Perdedores  | Perdedores  | Perdedores  | Perdedores  | Perdedores  | Perdedores  | Perdedores  |
| Fuego    | Actores     | Actores     | Actores     | Actores     | Actores     | Actores     | Actores     | Actores     | Actores     | Actores    | Actores    | Actores    | Actores    | Actores    | Actores    | Actores    | Actores    | Actores    | Modelos    | Modelos    | Modelos    | Modelos    | Modelos    | Modelos    | Modelos    | Modelos    | Modelos    | Fitness     | Fitness     | Fitness     | Fitness     | Fitness     | Fitness     | Fitness     | Fitness     | Fitness     | Deportistas | Deportistas | Deportistas | Deportistas | Deportistas | Deportistas | Deportistas | Deportistas | Deportistas | Deportistas | Deportistas | Deportistas | Deportistas | Deportistas | Deportistas | Deportistas | Deportistas | Deportistas | Vengadores  | Vengadores  | Vengadores  | Vengadores  | Vengadores  | Vengadores  | Vengadores  | Vengadores  | Vengadores  |
| Tierra   | Actores     | Actores     | Actores     | Actores     | Actores     | Actores     | Actores     | Actores     | Actores     | Modelos    | Modelos    | Modelos    | Modelos    | Modelos    | Modelos    | Modelos    | Modelos    | Modelos    | Fitness    | Fitness    | Fitness    | Fitness    | Fitness    | Fitness    | Fitness    | Fitness    | Fitness    | Fitness     | Fitness     | Fitness     | Fitness     | Fitness     | Fitness     | Fitness     | Fitness     | Fitness     |             |             |             |             |             |             |             |             |             |             |             |             |             |             |             |             |             |             | Deportistas | Deportistas | Deportistas | Deportistas | Deportistas | Deportistas | Deportistas | Deportistas | Deportistas |
| Aire     | Actores     | Actores     | Actores     | Actores     | Actores     | Actores     | Actores     | Actores     | Actores     | Actores    | Actores    | Actores    | Actores    | Actores    | Actores    | Actores    | Actores    | Actores    | Modelos    | Modelos    | Modelos    | Modelos    | Modelos    | Modelos    | Modelos    | Modelos    | Modelos    | Modelos     | Modelos     | Modelos     | Modelos     | Modelos     | Modelos     | Modelos     | Modelos     | Modelos     |             |             |             |             |             |             |             |             |             |             |             |             |             |             |             |             |             |             | Fitness     | Fitness     | Fitness     | Fitness     | Fitness     | Fitness     | Fitness     | Fitness     | Fitness     |

| Etapa 7  | Etapa 7    | Etapa 7    | Etapa 7    | Etapa 7    | Etapa 7    | Etapa 7    | Etapa 7    | Etapa 7    | Etapa 7    | Etapa 7    | Etapa 7    | Etapa 7    | Etapa 7    | Etapa 7    | Etapa 7    | Etapa 7    | Etapa 7    | Etapa 7    | Etapa 7    | Etapa 7    | Etapa 7    | Etapa 7    | Etapa 7    | Etapa 7    | Etapa 7    | Etapa 7    | Etapa 7    | Etapa 7    | Etapa 7    | Etapa 7    | Etapa 7    | Etapa 7    | Etapa 7    | Etapa 7    | Etapa 7    | Etapa 7    | Etapa 7    | Etapa 7    | Etapa 7    | Etapa 7    | Etapa 7    | Etapa 7    | Etapa 7    | Etapa 7    | Etapa 7    | Etapa 7    | Etapa 7    | Etapa 7    | Etapa 7    | Etapa 7    | Etapa 7    | Etapa 7    | Etapa 7    | Etapa 7    |
| Ciclo 13 | Ciclo 13   | Ciclo 13   | Ciclo 13   | Ciclo 13   | Ciclo 13   | Ciclo 13   | Ciclo 13   | Ciclo 13   | Ciclo 13   | Ciclo 13   | Ciclo 13   | Ciclo 13   | Ciclo 13   | Ciclo 13   | Ciclo 13   | Ciclo 13   | Ciclo 13   | Ciclo 13   | Ciclo 13   | Ciclo 13   | Ciclo 13   | Ciclo 13   | Ciclo 13   | Ciclo 13   | Ciclo 13   | Ciclo 13   | Ciclo 13   | Ciclo 13   | Ciclo 13   | Ciclo 13   | Ciclo 13   | Ciclo 13   | Ciclo 13   | Ciclo 13   | Ciclo 13   | Ciclo 13   | Ciclo 13   | Ciclo 13   | Ciclo 13   | Ciclo 13   | Ciclo 13   | Ciclo 13   | Ciclo 13   | Ciclo 13   | Ciclo 13   | Ciclo 13   | Ciclo 13   | Ciclo 13   | Ciclo 13   | Ciclo 13   | Ciclo 13   | Ciclo 13   | Ciclo 13   | Ciclo 13   |
| Elemento | La Aldea   | La Aldea   | La Aldea   | La Aldea   | La Aldea   | La Aldea   | La Aldea   | La Aldea   | La Aldea   | La Aldea   | La Aldea   | La Aldea   | La Aldea   | La Aldea   | La Aldea   | La Aldea   | La Aldea   | La Aldea   | La Aldea   | La Aldea   | La Aldea   | La Aldea   | La Aldea   | La Aldea   | La Aldea   | La Aldea   | La Aldea   | La Aldea   | La Aldea   | La Aldea   | La Aldea   | La Aldea   | La Aldea   | La Aldea   | La Aldea   | La Aldea   | La Aldea   | La Aldea   | La Aldea   | La Aldea   | La Aldea   | La Aldea   | La Aldea   | La Aldea   | La Aldea   | La Aldea   | La Aldea   | La Aldea   | Inframundo | Inframundo | Inframundo | Inframundo | Inframundo | Inframundo |
| Elemento | 1.er Duelo | 1.er Duelo | 1.er Duelo | 1.er Duelo | 1.er Duelo | 1.er Duelo | 1.er Duelo | 1.er Duelo | 1.er Duelo | 1.er Duelo | 1.er Duelo | 1.er Duelo | 1.er Duelo | 1.er Duelo | 1.er Duelo | 1.er Duelo | 1.er Duelo | 1.er Duelo | 1.er Duelo | 1.er Duelo | 1.er Duelo | 1.er Duelo | 1.er Duelo | 1.er Duelo | 2.do Duelo | 2.do Duelo | 2.do Duelo | 2.do Duelo | 2.do Duelo | 2.do Duelo | 2.do Duelo | 2.do Duelo | 2.do Duelo | 2.do Duelo | 2.do Duelo | 2.do Duelo | 3.er Duelo | 3.er Duelo | 3.er Duelo | 3.er Duelo | 3.er Duelo | 3.er Duelo | 4.to Duelo | 4.to Duelo | 4.to Duelo | 4.to Duelo | 4.to Duelo | 4.to Duelo | Perdedores | Perdedores | Perdedores | Perdedores | Perdedores | Perdedores |
| -------- | ---------- | ---------- | ---------- | ---------- | ---------- | ---------- | ---------- | ---------- | ---------- | ---------- | ---------- | ---------- | ---------- | ---------- | ---------- | ---------- | ---------- | ---------- | ---------- | ---------- | ---------- | ---------- | ---------- | ---------- | ---------- | ---------- | ---------- | ---------- | ---------- | ---------- | ---------- | ---------- | ---------- | ---------- | ---------- | ---------- | ---------- | ---------- | ---------- | ---------- | ---------- | ---------- | ---------- | ---------- | ---------- | ---------- | ---------- | ---------- | ---------- | ---------- | ---------- | ---------- | ---------- | ---------- |
| Fuego    | Celestes   | Celestes   | Celestes   | Celestes   | Celestes   | Celestes   | Rojos      | Rojos      | Rojos      | Rojos      | Rojos      | Rojos      | Verdes     | Verdes     | Verdes     | Verdes     | Verdes     | Verdes     | Azules     | Azules     | Azules     | Azules     | Azules     | Azules     | Rosados    | Rosados    | Rosados    | Rosados    | Rosados    | Rosados    | Vinotintos | Vinotintos | Vinotintos | Vinotintos | Vinotintos | Vinotintos | Amarillos  | Amarillos  | Amarillos  | Amarillos  | Amarillos  | Amarillos  |            |            |            |            |            |            | Morados    | Morados    | Morados    | Morados    | Morados    | Morados    |
| Agua     | Vinotintos | Vinotintos | Vinotintos | Vinotintos | Vinotintos | Vinotintos | Vinotintos | Vinotintos | Vinotintos | Vinotintos | Vinotintos | Vinotintos | Vinotintos | Vinotintos | Vinotintos | Vinotintos | Vinotintos | Vinotintos | Vinotintos | Vinotintos | Vinotintos | Vinotintos | Vinotintos | Vinotintos | Rojos      | Rojos      | Rojos      | Rojos      | Celestes   | Celestes   | Celestes   | Celestes   | Verdes     | Verdes     | Verdes     | Verdes     | Rosados    | Rosados    | Rosados    | Rosados    | Rosados    | Rosados    | Azules     | Azules     | Azules     | Azules     | Azules     | Azules     | Amarillos  | Amarillos  | Amarillos  | Amarillos  | Amarillos  | Amarillos  |
| Tierra   | Verdes     | Verdes     | Verdes     | Verdes     | Verdes     | Verdes     | Verdes     | Verdes     | Vinotintos | Vinotintos | Vinotintos | Vinotintos | Vinotintos | Vinotintos | Vinotintos | Vinotintos | Rosados    | Rosados    | Rosados    | Rosados    | Rosados    | Rosados    | Rosados    | Rosados    | Rojos      | Rojos      | Rojos      | Rojos      | Rojos      | Rojos      | Rojos      | Rojos      | Rojos      | Rojos      | Rojos      | Rojos      | Celestes   | Celestes   | Celestes   | Celestes   | Celestes   | Celestes   |            |            |            |            |            |            | Azules     | Azules     | Azules     | Azules     | Azules     | Azules     |
| Aire     | Verdes     | Verdes     | Verdes     | Verdes     | Verdes     | Verdes     | Verdes     | Verdes     | Verdes     | Verdes     | Verdes     | Verdes     | Verdes     | Verdes     | Verdes     | Verdes     | Verdes     | Verdes     | Verdes     | Verdes     | Verdes     | Verdes     | Verdes     | Verdes     | Rosados    | Rosados    | Rosados    | Rosados    | Rosados    | Rosados    | Vinotintos | Vinotintos | Vinotintos | Vinotintos | Vinotintos | Vinotintos | Celestes   | Celestes   | Celestes   | Celestes   | Celestes   | Celestes   |            |            |            |            |            |            | Rojos      | Rojos      | Rojos      | Rojos      | Rojos      | Rojos      |
| Ciclo 14 |            |            |            |            |            |            |            |            |            |            |            |            |            |            |            |            |            |            |            |            |            |            |            |            |            |            |            |            |            |            |            |            |            |            |            |            |            |            |            |            |            |            |            |            |            |            |            |            |            |            |            |            |            |            |
| Elemento | La Aldea   | La Aldea   | La Aldea   | La Aldea   | La Aldea   | La Aldea   | La Aldea   | La Aldea   | La Aldea   | La Aldea   | La Aldea   | La Aldea   | La Aldea   | La Aldea   | La Aldea   | La Aldea   | La Aldea   | La Aldea   | La Aldea   | La Aldea   | La Aldea   | La Aldea   | La Aldea   | La Aldea   | La Aldea   | La Aldea   | La Aldea   | La Aldea   | La Aldea   | La Aldea   | La Aldea   | La Aldea   | La Aldea   | La Aldea   | La Aldea   | La Aldea   | La Aldea   | La Aldea   | La Aldea   | La Aldea   | La Aldea   | La Aldea   | La Aldea   | La Aldea   | La Aldea   | La Aldea   | La Aldea   | La Aldea   | Inframundo | Inframundo | Inframundo | Inframundo | Inframundo | Inframundo |
| Elemento | 1.er Duelo | 1.er Duelo | 1.er Duelo | 1.er Duelo | 1.er Duelo | 1.er Duelo | 1.er Duelo | 1.er Duelo | 1.er Duelo | 1.er Duelo | 1.er Duelo | 1.er Duelo | 1.er Duelo | 1.er Duelo | 1.er Duelo | 1.er Duelo | 1.er Duelo | 1.er Duelo | 2.do Duelo | 2.do Duelo | 2.do Duelo | 2.do Duelo | 2.do Duelo | 2.do Duelo | 2.do Duelo | 2.do Duelo | 2.do Duelo | 2.do Duelo | 2.do Duelo | 2.do Duelo | 2.do Duelo | 2.do Duelo | 2.do Duelo | 2.do Duelo | 2.do Duelo | 2.do Duelo | 3.er Duelo | 3.er Duelo | 3.er Duelo | 3.er Duelo | 3.er Duelo | 3.er Duelo | 4.to Duelo | 4.to Duelo | 4.to Duelo | 4.to Duelo | 4.to Duelo | 4.to Duelo | Perdedores | Perdedores | Perdedores | Perdedores | Perdedores | Perdedores |
| Tierra   | Rosados    | Rosados    | Rosados    | Rosados    | Rosados    | Rosados    | Rosados    | Rosados    | Rosados    | Rosados    | Rosados    | Rosados    | Rosados    | Rosados    | Rosados    | Rosados    | Rosados    | Rosados    | Rojos      | Rojos      | Rojos      | Rojos      | Rojos      | Rojos      | Celestes   | Celestes   | Celestes   | Celestes   | Celestes   | Celestes   | Verdes     | Verdes     | Verdes     | Verdes     | Verdes     | Verdes     | Vinotintos | Vinotintos | Vinotintos | Vinotintos | Vinotintos | Vinotintos | Amarillos  | Amarillos  | Amarillos  | Amarillos  | Amarillos  | Amarillos  | Azules     | Azules     | Azules     | Azules     | Azules     | Azules     |
| Agua     | Amarillos  | Amarillos  | Amarillos  | Amarillos  | Amarillos  | Amarillos  | Verdes     | Verdes     | Verdes     | Verdes     | Verdes     | Verdes     | Rosados    | Rosados    | Rosados    | Rosados    | Rosados    | Rosados    | Celestes   | Celestes   | Celestes   | Celestes   | Celestes   | Celestes   | Celestes   | Celestes   | Celestes   | Celestes   | Celestes   | Celestes   | Celestes   | Celestes   | Celestes   | Celestes   | Celestes   | Celestes   | Vinotintos | Vinotintos | Vinotintos | Vinotintos | Vinotintos | Vinotintos |            |            |            |            |            |            | Rojos      | Rojos      | Rojos      | Rojos      | Rojos      | Rojos      |
| Aire     | Verdes     | Verdes     | Verdes     | Verdes     | Verdes     | Verdes     | Verdes     | Verdes     | Verdes     | Verdes     | Verdes     | Verdes     | Verdes     | Verdes     | Verdes     | Verdes     | Verdes     | Verdes     | Rosados    | Rosados    | Rosados    | Rosados    | Rosados    | Rosados    | Rosados    | Rosados    | Rosados    | Vinotintos | Vinotintos | Vinotintos | Vinotintos | Vinotintos | Vinotintos | Vinotintos | Vinotintos | Vinotintos | Amarillos  | Amarillos  | Amarillos  | Amarillos  | Amarillos  | Amarillos  |            |            |            |            |            |            | Celestes   | Celestes   | Celestes   | Celestes   | Celestes   | Celestes   |
| Tierra   | Verdes     | Verdes     | Verdes     | Verdes     | Verdes     | Verdes     | Verdes     | Verdes     | Verdes     | Verdes     | Verdes     | Verdes     | Verdes     | Verdes     | Verdes     | Verdes     | Verdes     | Verdes     | Amarillos  | Amarillos  | Amarillos  | Amarillos  | Amarillos  | Amarillos  | Amarillos  | Amarillos  | Amarillos  | Amarillos  | Amarillos  | Amarillos  | Amarillos  | Amarillos  | Amarillos  | Amarillos  | Amarillos  | Amarillos  | Vinotintos | Vinotintos | Vinotintos | Vinotintos | Vinotintos | Vinotintos |            |            |            |            |            |            | Rosados    | Rosados    | Rosados    | Rosados    | Rosados    | Rosados    |
| Ciclo 15 |            |            |            |            |            |            |            |            |            |            |            |            |            |            |            |            |            |            |            |            |            |            |            |            |            |            |            |            |            |            |            |            |            |            |            |            |            |            |            |            |            |            |            |            |            |            |            |            |            |            |            |            |            |            |
| Elemento | La Aldea   | La Aldea   | La Aldea   | La Aldea   | La Aldea   | La Aldea   | La Aldea   | La Aldea   | La Aldea   | La Aldea   | La Aldea   | La Aldea   | La Aldea   | La Aldea   | La Aldea   | La Aldea   | La Aldea   | La Aldea   | La Aldea   | La Aldea   | La Aldea   | La Aldea   | La Aldea   | La Aldea   | La Aldea   | La Aldea   | La Aldea   | La Aldea   | La Aldea   | La Aldea   | La Aldea   | La Aldea   | La Aldea   | La Aldea   | La Aldea   | La Aldea   | La Aldea   | La Aldea   | La Aldea   | La Aldea   | La Aldea   | La Aldea   | La Aldea   | La Aldea   | La Aldea   | La Aldea   | La Aldea   | La Aldea   | Inframundo | Inframundo | Inframundo | Inframundo | Inframundo | Inframundo |
| Elemento | 1.er Duelo | 1.er Duelo | 1.er Duelo | 1.er Duelo | 1.er Duelo | 1.er Duelo | 1.er Duelo | 1.er Duelo | 1.er Duelo | 1.er Duelo | 1.er Duelo | 1.er Duelo | 1.er Duelo | 1.er Duelo | 1.er Duelo | 1.er Duelo | 1.er Duelo | 1.er Duelo | 2.do Duelo | 2.do Duelo | 2.do Duelo | 2.do Duelo | 2.do Duelo | 2.do Duelo | 2.do Duelo | 2.do Duelo | 2.do Duelo | 2.do Duelo | 2.do Duelo | 2.do Duelo | 2.do Duelo | 2.do Duelo | 2.do Duelo | 2.do Duelo | 2.do Duelo | 2.do Duelo | 3.er Duelo | 3.er Duelo | 3.er Duelo | 3.er Duelo | 3.er Duelo | 3.er Duelo | 3.er Duelo | 3.er Duelo | 3.er Duelo | 3.er Duelo | 3.er Duelo | 3.er Duelo | Perdedores | Perdedores | Perdedores | Perdedores | Perdedores | Perdedores |
| Aire     | Verdes     | Verdes     | Verdes     | Verdes     | Verdes     | Verdes     | Celestes   | Celestes   | Celestes   | Celestes   | Celestes   | Celestes   | Vinotintos | Vinotintos | Vinotintos | Vinotintos | Vinotintos | Vinotintos | Amarillos  | Amarillos  | Amarillos  | Amarillos  | Amarillos  | Amarillos  | Amarillos  | Amarillos  | Amarillos  | Amarillos  | Amarillos  | Amarillos  | Amarillos  | Amarillos  | Amarillos  | Amarillos  | Amarillos  | Amarillos  | Azules     | Azules     | Azules     | Azules     | Azules     | Azules     | Azules     | Azules     | Azules     | Azules     | Azules     | Azules     | Rosados    | Rosados    | Rosados    | Rosados    | Rosados    | Rosados    |
| Tierra   | Amarillos  | Amarillos  | Amarillos  | Amarillos  | Amarillos  | Amarillos  | Amarillos  | Amarillos  | Amarillos  | Amarillos  | Amarillos  | Amarillos  | Amarillos  | Amarillos  | Amarillos  | Amarillos  | Amarillos  | Amarillos  | Azules     | Azules     | Azules     | Azules     | Azules     | Azules     | Azules     | Azules     | Azules     | Vinotintos | Vinotintos | Vinotintos | Vinotintos | Vinotintos | Vinotintos | Vinotintos | Vinotintos | Vinotintos | Verdes     | Verdes     | Verdes     | Verdes     | Verdes     | Verdes     | Verdes     | Verdes     | Verdes     | Verdes     | Verdes     | Verdes     | Celestes   | Celestes   | Celestes   | Celestes   | Celestes   | Celestes   |
| Fuego    | Vinotintos | Vinotintos | Vinotintos | Vinotintos | Vinotintos | Vinotintos | Vinotintos | Vinotintos | Vinotintos | Vinotintos | Vinotintos | Vinotintos | Vinotintos | Vinotintos | Vinotintos | Vinotintos | Vinotintos | Vinotintos | Verdes     | Verdes     | Verdes     | Verdes     | Verdes     | Verdes     | Verdes     | Verdes     | Verdes     | Verdes     | Verdes     | Verdes     | Verdes     | Verdes     | Verdes     | Verdes     | Verdes     | Verdes     | Azules     | Azules     | Azules     | Azules     | Azules     | Azules     | Azules     | Azules     | Azules     | Azules     | Azules     | Azules     | Amarillos  | Amarillos  | Amarillos  | Amarillos  | Amarillos  | Amarillos  |
| Agua     | Verdes     | Verdes     | Verdes     | Verdes     | Verdes     | Verdes     | Verdes     | Verdes     | Verdes     | Verdes     | Verdes     | Verdes     | Verdes     | Verdes     | Verdes     | Verdes     | Verdes     | Verdes     | Vinotintos | Vinotintos | Vinotintos | Vinotintos | Vinotintos | Vinotintos | Vinotintos | Vinotintos | Vinotintos | Vinotintos | Vinotintos | Vinotintos | Vinotintos | Vinotintos | Vinotintos | Vinotintos | Vinotintos | Vinotintos |            |            |            |            |            |            |            |            |            |            |            |            | Azules     | Azules     | Azules     | Azules     | Azules     | Azules     |
| Ciclo 16 |            |            |            |            |            |            |            |            |            |            |            |            |            |            |            |            |            |            |            |            |            |            |            |            |            |            |            |            |            |            |            |            |            |            |            |            |            |            |            |            |            |            |            |            |            |            |            |            |            |            |            |            |            |            |
| Día      | La Aldea   | La Aldea   | La Aldea   | La Aldea   | La Aldea   | La Aldea   | La Aldea   | La Aldea   | La Aldea   | La Aldea   | La Aldea   | La Aldea   | La Aldea   | La Aldea   | La Aldea   | La Aldea   | La Aldea   | La Aldea   | La Aldea   | La Aldea   | La Aldea   | La Aldea   | La Aldea   | La Aldea   | La Aldea   | La Aldea   | La Aldea   | La Aldea   | La Aldea   | La Aldea   | La Aldea   | La Aldea   | La Aldea   | La Aldea   | La Aldea   | La Aldea   | La Aldea   | La Aldea   | La Aldea   | La Aldea   | La Aldea   | La Aldea   | La Aldea   | La Aldea   | La Aldea   | La Aldea   | La Aldea   | La Aldea   | Inframundo | Inframundo | Inframundo | Inframundo | Inframundo | Inframundo |
| 1        | Fuego      | Fuego      | Fuego      | Fuego      | Fuego      | Fuego      | Fuego      | Fuego      | Fuego      | Fuego      | Fuego      | Fuego      | Fuego      | Fuego      | Fuego      | Fuego      | Fuego      | Fuego      | Aire       | Aire       | Aire       | Aire       | Aire       | Aire       | Aire       | Aire       | Aire       | Aire       | Aire       | Aire       | Aire       | Aire       | Aire       | Aire       | Aire       | Aire       | Tierra     | Tierra     | Tierra     | Tierra     | Tierra     | Tierra     | Tierra     | Tierra     | Tierra     | Tierra     | Tierra     | Tierra     | Perdedores | Perdedores | Perdedores | Perdedores | Perdedores | Perdedores |
| 1        | Amarillos  | Amarillos  | Amarillos  | Amarillos  | Amarillos  | Amarillos  | Amarillos  | Amarillos  | Amarillos  | Amarillos  | Amarillos  | Amarillos  | Amarillos  | Amarillos  | Amarillos  | Amarillos  | Amarillos  | Amarillos  | Vinotintos | Vinotintos | Vinotintos | Vinotintos | Vinotintos | Vinotintos | Vinotintos | Vinotintos | Vinotintos | Celestes   | Celestes   | Celestes   | Celestes   | Celestes   | Celestes   | Celestes   | Celestes   | Celestes   | Verdes     | Verdes     | Verdes     | Verdes     | Verdes     | Verdes     | Verdes     | Verdes     | Verdes     | Verdes     | Verdes     | Verdes     | Azules     | Azules     | Azules     | Azules     | Azules     | Azules     |
| 2        | Tierra     | Tierra     | Tierra     | Tierra     | Tierra     | Tierra     | Tierra     | Tierra     | Tierra     | Tierra     | Tierra     | Tierra     | Tierra     | Tierra     | Tierra     | Tierra     | Tierra     | Tierra     | Fuego      | Fuego      | Fuego      | Fuego      | Fuego      | Fuego      | Fuego      | Fuego      | Fuego      | Fuego      | Fuego      | Fuego      | Fuego      | Fuego      | Fuego      | Fuego      | Fuego      | Fuego      | Aire       | Aire       | Aire       | Aire       | Aire       | Aire       | Aire       | Aire       | Aire       | Aire       | Aire       | Aire       | Perdedores | Perdedores | Perdedores | Perdedores | Perdedores | Perdedores |
| 2        | Verdes     | Verdes     | Verdes     | Verdes     | Verdes     | Verdes     | Verdes     | Verdes     | Verdes     | Verdes     | Verdes     | Verdes     | Verdes     | Verdes     | Verdes     | Verdes     | Verdes     | Verdes     | Celestes   | Celestes   | Celestes   | Celestes   | Celestes   | Celestes   | Celestes   | Celestes   | Celestes   | Celestes   | Celestes   | Celestes   | Celestes   | Celestes   | Celestes   | Celestes   | Celestes   | Celestes   | Amarillos  | Amarillos  | Amarillos  | Amarillos  | Amarillos  | Amarillos  | Amarillos  | Amarillos  | Amarillos  | Amarillos  | Amarillos  | Amarillos  | Vinotintos | Vinotintos | Vinotintos | Vinotintos | Vinotintos | Vinotintos |
| 3        | Tierra     | Tierra     | Tierra     | Tierra     | Tierra     | Tierra     | Tierra     | Tierra     | Tierra     | Tierra     | Tierra     | Tierra     | Tierra     | Tierra     | Tierra     | Tierra     | Tierra     | Tierra     | Agua       | Agua       | Agua       | Agua       | Agua       | Agua       | Agua       | Agua       | Agua       | Agua       | Agua       | Agua       | Agua       | Agua       | Agua       | Agua       | Agua       | Agua       |            |            |            |            |            |            |            |            |            |            |            |            | Perdedores | Perdedores | Perdedores | Perdedores | Perdedores | Perdedores |
| 3        | Celestes   | Celestes   | Celestes   | Celestes   | Celestes   | Celestes   | Celestes   | Celestes   | Celestes   | Celestes   | Celestes   | Celestes   | Celestes   | Celestes   | Celestes   | Celestes   | Celestes   | Celestes   | Amarillos  | Amarillos  | Amarillos  | Amarillos  | Amarillos  | Amarillos  | Amarillos  | Amarillos  | Amarillos  | Amarillos  | Amarillos  | Amarillos  | Amarillos  | Amarillos  | Amarillos  | Amarillos  | Amarillos  | Amarillos  |            |            |            |            |            |            |            |            |            |            |            |            | Verdes     | Verdes     | Verdes     | Verdes     | Verdes     | Verdes     |

| Etapa 8                                   | Etapa 8                    | Etapa 8                    | Etapa 8                    |
| Ciclo 17                                  | Ciclo 17                   | Ciclo 17                   | Ciclo 17                   |
| Competencia pre-finalistas                | Competencia pre-finalistas | Competencia pre-finalistas | Competencia pre-finalistas |
| Elemento                                  | Participantes              | Participantes              | Ganador(a)                 |
| ----------------------------------------- | -------------------------- | -------------------------- | -------------------------- |
| Agua / Aire                               | Ana Carolina Bueno         | Nátali Ortiz               | Nátali Ortiz               |
| Agua / Aire                               | Alejandra Montoya          | Daniela Henao              | Alejandra Montoya          |
| Fuego / Tierra                            | Cristian Abril             | Juan David Aldana          | Juan David Aldana          |
| Fuego / Tierra                            | Jon Zárate                 | Sebastián Vega             | Sebastián Vega             |
| Definición de los primeros dos finalistas |                            |                            |                            |
| Elemento                                  | Participantes              | Participantes              | Ganador(a)                 |
| Fuego / Tierra                            | Nátali Ortiz               | Alejandra Montoya          | Alejandra Montoya          |
| Agua / Aire                               | Juan David Aldana          | Sebastián Vega             | Sebastián Vega             |
| Definición de los últimos dos finalistas  |                            |                            |                            |
| Elemento                                  | Participantes              | Participantes              | Ganador(a)                 |
| TBA                                       | Ana Carolina Bueno         | Daniela Henao              | Daniela Henao              |
| TBA                                       | Jon Zárate                 | Juan David Aldana          | Juan David Aldana          |

#### Reto de Inframundo
Como su nombre lo indica, se enfrentarán los equipos que hayan caído en Inframundo. El ganador de este reto se salvará e irá a La Aldea, mientras que los perdedores deberán luchar nuevamente en otra competencia. En ciertas ocasiones, cuando el número de elementos que cae al Inframundo es menor a 12, el reto de Inframundo pasa a ser individual.
| Etapa 1 | Etapa 1       | Etapa 1     | Etapa 1     | Etapa 1    | Etapa 1    | Etapa 1    | Etapa 1    |
| Ciclo   | Ganadores     | Perdedores  | Perdedores  | Perdedores | Perdedores | Perdedores | Perdedores |
| ------- | ------------- | ----------- | ----------- | ---------- | ---------- | ---------- | ---------- |
| 1       | Presentadores | Comediantes | Comediantes | Actores    | Actores    | Músicos    | Músicos    |

| Etapa 2 | Etapa 2       | Etapa 2       | Etapa 2       | Etapa 2       | Etapa 2    | Etapa 2    | Etapa 2    |
| Ciclo   | Ganadores     | Perdedores    | Perdedores    | Perdedores    | Perdedores | Perdedores | Perdedores |
| ------- | ------------- | ------------- | ------------- | ------------- | ---------- | ---------- | ---------- |
| 2       | Presentadores | Comediantes   | Comediantes   | Comediantes   | Actores    | Actores    | Actores    |
| 3       | Presentadores | Fitness       | Fitness       | Fitness       | Actores    | Actores    | Actores    |
| 4       | Comediantes   | Presentadores | Presentadores | Presentadores | Actores    | Actores    | Actores    |

| Etapa 3 | Etapa 3         | Etapa 3        | Etapa 3        | Etapa 3        | Etapa 3         | Etapa 3         | Etapa 3         |
| Ciclo   | Ganadores       | Perdedores     | Perdedores     | Perdedores     | Perdedores      | Perdedores      | Perdedores      |
| ------- | --------------- | -------------- | -------------- | -------------- | --------------- | --------------- | --------------- |
| 5       | Comediantes     | Presentadores  | Presentadores  | Presentadores  | Actores         | Actores         | Actores         |
| 6       | Liliana Palmera | Ana Bueno      | Ana Bueno      | Ana Bueno      | Daniela Henao   | Daniela Henao   | Daniela Henao   |
| 6       | Liliana Palmera | Miah Ángulo    | Miah Ángulo    | Miah Ángulo    | Nátali Ortiz    | Nátali Ortiz    | Nátali Ortiz    |
| 6       | Sebastián Vega  | Cristian Abril | Cristian Abril | Cristian Abril | Jon Zárate      | Jon Zárate      | Jon Zárate      |
| 6       | Sebastián Vega  | Jonatan Clay   | Jonatan Clay   | Jonatan Clay   | Mauricio Ocampo | Mauricio Ocampo | Mauricio Ocampo |

| Etapa 4 | Etapa 4            | Etapa 4          | Etapa 4          | Etapa 4          | Etapa 4           | Etapa 4           | Etapa 4           |
| Ciclo   | Ganadores          | Perdedores       | Perdedores       | Perdedores       | Perdedores        | Perdedores        | Perdedores        |
| ------- | ------------------ | ---------------- | ---------------- | ---------------- | ----------------- | ----------------- | ----------------- |
| 7       | Deportistas        | Fitness          | Fitness          | Fitness          | Presentadores     | Presentadores     | Presentadores     |
| 8       | Alejandra Montoya  | Andrea Del Valle | Andrea Del Valle | Andrea Del Valle | Majo Medina       | Majo Medina       | Majo Medina       |
| 8       | Alejandra Montoya  | Márgaret Núñez   | Márgaret Núñez   | Márgaret Núñez   | Sandra Muñoz      | Sandra Muñoz      | Sandra Muñoz      |
| 8       | Salomón Bustamante | Álex Adames      | Álex Adames      | Álex Adames      | Fabián Higuita    | Fabián Higuita    | Fabián Higuita    |
| 8       | Salomón Bustamante | Guy Davidyan     | Guy Davidyan     | Guy Davidyan     | Juan David Aldana | Juan David Aldana | Juan David Aldana |

| Etapa 5 | Etapa 5                                  | Etapa 5                                  | Etapa 5                                  | Etapa 5                                  | Etapa 5                                  | Etapa 5                                  | Etapa 5                                  |
| Ciclo   | Ganadores                                | Perdedores                               | Perdedores                               | Perdedores                               | Perdedores                               | Perdedores                               | Perdedores                               |
| 9       | En esta etapa no hubo Reto de Inframundo | En esta etapa no hubo Reto de Inframundo | En esta etapa no hubo Reto de Inframundo | En esta etapa no hubo Reto de Inframundo | En esta etapa no hubo Reto de Inframundo | En esta etapa no hubo Reto de Inframundo | En esta etapa no hubo Reto de Inframundo |
| 10      | En esta etapa no hubo Reto de Inframundo | En esta etapa no hubo Reto de Inframundo | En esta etapa no hubo Reto de Inframundo | En esta etapa no hubo Reto de Inframundo | En esta etapa no hubo Reto de Inframundo | En esta etapa no hubo Reto de Inframundo | En esta etapa no hubo Reto de Inframundo |
| ------- | ---------------------------------------- | ---------------------------------------- | ---------------------------------------- | ---------------------------------------- | ---------------------------------------- | ---------------------------------------- | ---------------------------------------- |

| Etapa 6 | Etapa 6            | Etapa 6           | Etapa 6           | Etapa 6           | Etapa 6         | Etapa 6         | Etapa 6         |
| Ciclo   | Ganadores          | Perdedores        | Perdedores        | Perdedores        | Perdedores      | Perdedores      | Perdedores      |
| ------- | ------------------ | ----------------- | ----------------- | ----------------- | --------------- | --------------- | --------------- |
| 11      | Modelos            | Deportistas       | Deportistas       | Deportistas       | Vengadores      | Vengadores      | Vengadores      |
| 12      | Márgaret Núñez     | Daniela Henao     | Daniela Henao     | Daniela Henao     | Liliana Palmera | Liliana Palmera | Liliana Palmera |
| 12      | Márgaret Núñez     | Majo Medina       | Majo Medina       | Majo Medina       | Nátali Ortiz    | Nátali Ortiz    | Nátali Ortiz    |
| 12      | Salomón Bustamante | Fabián Higuita    | Fabián Higuita    | Fabián Higuita    | Jon Zárate      | Jon Zárate      | Jon Zárate      |
| 12      | Salomón Bustamante | Juan David Aldana | Juan David Aldana | Juan David Aldana | Mauricio Ocampo | Mauricio Ocampo | Mauricio Ocampo |

| Etapa 7 | Etapa 7      | Etapa 7           | Etapa 7           | Etapa 7           | Etapa 7        | Etapa 7        | Etapa 7        |
| Ciclo   | Ganadores    | Perdedores        | Perdedores        | Perdedores        | Perdedores     | Perdedores     | Perdedores     |
| ------- | ------------ | ----------------- | ----------------- | ----------------- | -------------- | -------------- | -------------- |
| 13      | Amarillos    | Rojos             | Rojos             | Morados           | Morados        | Azules         | Azules         |
| 14      | Rosados      | Celestes          | Celestes          | Rojos             | Rojos          | Azules         | Azules         |
| 15      | Celestes     | Amarillos         | Amarillos         | Azules            | Azules         | Rosados        | Rosados        |
| 16      | Nátali Ortiz | Alejandra Montoya | Alejandra Montoya | Alejandra Montoya | Sandra Muñoz   | Sandra Muñoz   | Sandra Muñoz   |
| 16      | Jon Zárate   | Alex Adames       | Alex Adames       | Alex Adames       | Sebastián Vega | Sebastián Vega | Sebastián Vega |

#### Reto final
Es una competencia realizada entre los equipos que hayan perdido el Reto de Inframundo. El ganador se salvará de la eliminación y los perdedores se enfrentarán en un nuevo reto por la permanencia. Del ciclo 1 al 2, el reto era grupal, a partir del ciclo 3, los retos son individuales.
En la etapa 5, los 4 hombres y las 4 mujeres perdedores, debían enfrentarse contra un elemento que fue eliminado anteriormente, por su lugar en competencia. El/la ganador/a, regresaba o continuaba en el programa, según el caso, mientras que los perdedores debían ir al Reto de Eliminación.
| Etapa 1 | Etapa 1  | Etapa 1     | Etapa 1    | Etapa 1    | Etapa 1    |
| Ciclo   | Elemento | Ganadores   | Perdedores | Perdedores | Perdedores |
| ------- | -------- | ----------- | ---------- | ---------- | ---------- |
| 1       | Tierra   | Comediantes | Actores    | Músicos    |            |

| Etapa 2 | Etapa 2  | Etapa 2       | Etapa 2    | Etapa 2    | Etapa 2    |
| Ciclo   | Elemento | Ganadores     | Perdedores | Perdedores | Perdedores |
| ------- | -------- | ------------- | ---------- | ---------- | ---------- |
| 2       | Agua     | Comediantes   | Actores    | Actores    |            |
| 3       | Aire     | Fitness       | Actores    | Actores    |            |
| 4       | Aire     | Presentadores | Actores    | Actores    |            |

| Etapa 3 | Etapa 3  | Etapa 3            | Etapa 3            | Etapa 3         | Etapa 3 |
| Ciclo   | Elemento | Participantes      | Participantes      | Perdedores      |         |
| ------- | -------- | ------------------ | ------------------ | --------------- | ------- |
| 5       | Agua     | Sandra Muñoz       | Sandy Salcedo      | Sandy Salcedo   |         |
| 5       | Agua     | Cayito Dangond     | Salomón Bustamante | Cayito Dangond  |         |
| 5       | Agua     | Cindy Better       | Nátali Ortiz       | Nátali Ortiz    |         |
| 5       | Agua     | Guillo Garcés      | Sebastián Vega     | Sebastián Vega  |         |
| 6       | Agua     | Miah Ángulo        | Nátali Ortiz       | Miah Ángulo     |         |
| 6       | Agua     | Cristian Abril     | Mauricio Ocampo    | Mauricio Ocampo |         |
| 6       | Agua     | Ana Carolina Bueno | Daniela Henao      | Daniela Henao   |         |
| 6       | Agua     | Jon Zárate         | Jonatan Clay       | Jonatan Clay    |         |

| Etapa 4 | Etapa 4  | Etapa 4          | Etapa 4            | Etapa 4        | Etapa 4        |
| Ciclo   | Elemento | Participantes    | Participantes      | Perdedores     |                |
| ------- | -------- | ---------------- | ------------------ | -------------- | -------------- |
| 7       | Fuego    | Cindy Better     | Majo Medina        | Cindy Better   |                |
| 7       | Fuego    | Guillo Garcés    | Juan David Aldana  | Guillo Garcés  |                |
| 7       | Fuego    | Márgaret Núñez   | Sandra Muñoz       | Márgaret Núñez | Márgaret Núñez |
| 7       | Fuego    | Fabián Higuita   | Salomón Bustamante | Fabián Higuita |                |
| 8       | Fuego    | Andrea Del Valle | Márgaret Núñez     | Márgaret Núñez |                |
| 8       | Fuego    | Guy Davidyan     | Juan David Aldana  | Guy Davidyan   |                |
| 8       | Fuego    | Álex Adames      | Fabián Higuita     | Fabián Higuita |                |
| 8       | Fuego    | Majo Medina      | Sandra Muñoz       | Majo Medina    |                |

| 10 | Aire               | Guy Davidyan   | Salomón Bustamante | Salomón Bustamante |
| 10 | Aire               | Cayito Dangond | Mauricio Ocampo    | Cayito Dangond     |
| 10 | Aire               | Fabián Higuita | Guillo Garcés      | Fabián Higuita     |
| 10 | Aire               | Jonatan Clay   | Sebastián Vega     | Jonatan Clay       |
| 10 | Tierra             |                |                    |                    |
| 10 | Márgaret Núñez     | Sandy Salcedo  | Sandy Salcedo      |                    |
| 10 | Alejandra Montoya  | Miah Angulo    | Miah Angulo        |                    |
| 10 | Ana Carolina Bueno | Majo Medina    | Ana Carolina Bueno |                    |
| 10 | Marilyn Oquendo    | Sandra Muñoz   | Marilyn Oquendo    |                    |

| 11 | Tierra | Liliana Palmera   | Nátali Ortiz       | Nátali Ortiz      |
| 11 | Tierra | Guillo Garcés     | Jon Zárate         | Guillo Garcés     |
| 11 | Tierra | Daniela Henao     | Sandy Salcedo      | Sandy Salcedo     |
| 11 | Tierra | Mauricio Ocampo   | Salomón Bustamante | Mauricio Ocampo   |
| 12 | Fuego  | Liliana Palmera   | Nátali Ortiz       | Nátali Ortiz      |
| 12 | Fuego  | Daniela Henao     | Majo Medina        | Majo Medina       |
| 12 | Fuego  | Juan David Aldana | Mauricio Ocampo    | Juan David Aldana |
| 12 | Fuego  | Fabián Higuita    | Jon Zárate         | Fabián Higuita    |

| Etapa 7 | Etapa 7                          | Etapa 7                          | Etapa 7                          | Etapa 7                          | Etapa 7                          |
| Ciclo   | Elemento                         | Ganadores                        | Perdedores                       | Perdedores                       | Perdedores                       |
| ------- | -------------------------------- | -------------------------------- | -------------------------------- | -------------------------------- | -------------------------------- |
| 13      | Tierra                           | Azules                           | Morados                          | Rojos                            |                                  |
| 14      | Fuego                            | Celestes                         | Azules                           | Rojos                            |                                  |
| 15      | Agua                             | Azules                           | Rosados                          | Amarillos                        |                                  |
| 16      | En este ciclo no hubo Reto Final | En este ciclo no hubo Reto Final | En este ciclo no hubo Reto Final | En este ciclo no hubo Reto Final | En este ciclo no hubo Reto Final |

     Pertenecientes al equipo de Vengadores (Etapa 5).

#### Reto de eliminación
En esta competencia participarán quienes hayan perdido el Reto Final. Las diferentes llaves se elegirán al azar y se jugarán divididos por géneros. De cada llave, quien salga victorioso se salvará y quien pierda tendrá que despedirse del programa. Al final, se formará un nuevo equipo con los 4 participantes ganadores. En la etapa 2, el equipo perdedor del anterior reto, se enfrentará a un "Retador" por su permanencia en el equipo. En la etapa 5, todos los participantes (antiguos y vengadores) perdedores del Reto Final, debían enfrentarse entre ellos por continuar en competición. El/la ganador/a, regresaba o continuaba en el programa, según el caso, mientras que cada uno de los perdedores tenía que despedirse definitivamente del programa.
En el desarrollo de la octava etapa (competencia individual), luego de conocerse a los dos primeros finalistas del programa, las tres mujeres y los tres hombres perdedores se enfrentan en el duelo de eliminación, del que salen dos competidores (un hombre y una mujer). Los otros cuatro participantes se batirán entre ellos en un último reto, en el cual los dos ganadores completarán el grupo de finalistas, y los dos perdedores abandorán definitivamente la competencia.
| Etapa 1 | Etapa 1  | Etapa 1            | Etapa 1            | Etapa 1            |
| Semana  | Elemento | Participantes      | Participantes      | Eliminado(a)       |
| ------- | -------- | ------------------ | ------------------ | ------------------ |
| 1       | Tierra   | Nátali Ortiz       | Naty Botero        | Naty Botero        |
| 1       | Tierra   | Cayito Dangond     | Gabriel Valenzuela | Gabriel Valenzuela |
| 1       | Tierra   | Angélica Blandón   | Marilyn Oquendo    | Angélica Blandón   |
| 1       | Tierra   | Jacob Bush "Buxxi" | Sebastián Vega     | Jacob Bush "Buxxi" |

| Etapa 2 | Etapa 2  | Etapa 2            | Etapa 2           | Etapa 2            |
| Semana  | Elemento | Participantes      | Participantes     | Eliminado(a)       |
| ------- | -------- | ------------------ | ----------------- | ------------------ |
| 2       | Aire     | Luz Mary Vásquez   | Nátali Ortiz      | Luz Mary Vásquez   |
| 2       | Aire     | Cayito Dangond     | Óscar Acosta      | Óscar Acosta       |
| 2       | Aire     | Marilyn Oquendo    | Maryory Vásquez   | Marilyn Oquendo    |
| 2       | Aire     | Ramiro Nieto       | Sebastián Vega    | Ramiro Nieto       |
| 3       | Agua     | Juan David Gómez   | Sebastián Vega    | Juan David Gómez   |
| 3       | Agua     | Nátali Ortiz       | Natalia Rodríguez | Natalia Rodríguez  |
| 3       | Agua     | Andrés Moreno      | Cayito Dangond    | Andrés Moreno      |
| 3       | Agua     | Adriana Elemus     | Maryory Vásquez   | Adriana Elemus     |
| 4       | Tierra   | Maryory Vásquez    | Sandy Salcedo     | Maryory Vásquez    |
| 4       | Tierra   | Jim Ronny Martínez | Sebastián Vega    | Jim Ronny Martínez |
| 4       | Tierra   | Emma Gutiérrez     | Nátali Ortiz      | Emma Gutiérrez     |
| 4       | Tierra   | Cayito Dangond     | Jefersson Arias   | Jefersson Arias    |

| Etapa 3 | Etapa 3  | Etapa 3        | Etapa 3         | Etapa 3        |
| Semana  | Elemento | Participantes  | Participantes   | Eliminado(a)   |
| ------- | -------- | -------------- | --------------- | -------------- |
| 5       | Agua     | Nátali Ortiz   | Sandy Salcedo   | Sandy Salcedo  |
| 5       | Agua     | Cayito Dangond | Sebastián Vega  | Cayito Dangond |
| 6       | Agua     | Daniela Henao  | Miah Ángulo     | Miah Ángulo    |
| 6       | Agua     | Jonatan Clay   | Mauricio Ocampo | Jonatan Clay   |

| Etapa 4 | Etapa 4  | Etapa 4        | Etapa 4        | Etapa 4       |
| Semana  | Elemento | Participantes  | Participantes  | Eliminado(a)  |
| ------- | -------- | -------------- | -------------- | ------------- |
| 7       | Fuego    | Cindy Better   | Márgaret Núñez | Cindy Better  |
| 7       | Fuego    | Fabián Higuita | Guillo Garcés  | Guillo Garcés |
| 8       | Aire     | Majo Medina    | Márgaret Núñez | Majo Medina   |
| 8       | Aire     | Fabián Higuita | Guy Davidyan   | Guy Davidyan  |

| Etapa 5 | Etapa 5                                   | Etapa 5                                   | Etapa 5                                   | Etapa 5                                   |                                           |
| Semana  | Elemento                                  | Participantes                             | Participantes                             | Eliminado(a)                              |                                           |
| 9       | En este ciclo no hubo Reto de Eliminación | En este ciclo no hubo Reto de Eliminación | En este ciclo no hubo Reto de Eliminación | En este ciclo no hubo Reto de Eliminación | En este ciclo no hubo Reto de Eliminación |
| ------- | ----------------------------------------- | ----------------------------------------- | ----------------------------------------- | ----------------------------------------- | ----------------------------------------- |
| 10      | Tierra                                    | Ana Carolina Bueno                        | Miah Angulo                               | Miah Angulo                               |                                           |
| 10      | Tierra                                    | Marilyn Oquendo                           | Sandy Salcedo                             | Marilyn Oquendo                           |                                           |
| 10      | Tierra                                    | Fabián Higuita                            | Jonatan Clay                              | Jonatan Clay                              |                                           |
| 10      | Tierra                                    | Cayito Dangond                            | Salomón Bustamante                        | Cayito Dangond                            |                                           |

| Etapa 6 | Etapa 6  | Etapa 6        | Etapa 6           | Etapa 6        |
| Semana  | Elemento | Participantes  | Participantes     | Eliminado(a)   |
| ------- | -------- | -------------- | ----------------- | -------------- |
| 11      | Tierra   | Nátali Ortiz   | Sandy Salcedo     | Sandy Salcedo  |
| 11      | Tierra   | Guillo Garcés  | Mauricio Ocampo   | Guillo Garcés  |
| 12      | Agua     | Majo Medina    | Nátali Ortiz      | Majo Medina    |
| 12      | Agua     | Fabián Higuita | Juan David Aldana | Fabián Higuita |

| Etapa 7 | Etapa 7  | Etapa 7           | Etapa 7            | Etapa 7            |
| Semana  | Elemento | Participantes     | Participantes      | Eliminado(a)       |
| ------- | -------- | ----------------- | ------------------ | ------------------ |
| 13      | Tierra   | Andrea Del Valle  | Liliana Palmera    | Andrea Del Valle   |
| 13      | Tierra   | Fabián Higuita    | Salomón Bustamante | Salomón Bustamante |
| 14      | Fuego    | Liliana Palmera   | Sandra Muñoz       | Liliana Palmera    |
| 14      | Fuego    | Fabián Higuita    | Jon Zárate         | Fabián Higuita     |
| 15      | Agua     | Juan David Aldana | Mauricio Ocampo    | Mauricio Ocampo    |
| 15      | Agua     | Márgaret Núñez    | Daniela Henao      | Márgaret Núñez     |
| 16      | Aire     | Alex Adames       | Sebastián Vega     | Alex Adames        |
| 16      | Aire     | Alejandra Montoya | Sandra Muñoz       | Sandra Muñoz       |

| Etapa 8 | Etapa 8  | Etapa 8            | Etapa 8           | Etapa 8        | Etapa 8        |
| Semana  | Elemento | Participantes      | Participantes     | Participantes  | Eliminado(a)   |
| ------- | -------- | ------------------ | ----------------- | -------------- | -------------- |
| 17      | Aire     | Ana Carolina Bueno | Nátali Ortiz      | Daniela Henao  | Nátali Ortiz   |
| 17      | Aire     | Jon Zárate         | Juan David Aldana | Cristian Abril | Cristian Abril |

     Pertenecientes al equipo de Retadores (Etapa 2) / Vengadores (Etapa 5).
Notas
1. ↑  Pese a que Naty Botero perdió el reto de eliminación, regresó a la competencia en reemplazo de Lorena Gómez en el equipo de Comediantes.
2. ↑  Pese a que Fabián Higuita perdió el reto de eliminación, regresó a la competencia en reemplazo de Guy Davidyan.

#### Resultados generales
|  |  |  |  |  |  |  |  |  |  |  |  | Sebastián  | Sentenciado | Sentenciado | Sentenciado | Sentenciado | Sentenciado | Sentenciado | Sentenciado | Sentenciado | Sentenciado | Continúa    | Avanza      | Avanza      | Continúa    | Avanza      | Avanza      | Avanza      | Avanza      | Avanza      | Avanza      | Sentenciado | Avanza    | Ganador     |  |  |  |  |  |  |  |  |  |  |  |  |  |  |  |  |  |  |  |  |  |  |  |  |  |  |  |  |  |  |  |  |  |  |  |  |  |  |  |
|  |  |  |  |  |  |  |  |  |  |  |  | Daniela    | Avanza      | Avanza      | Avanza      | Avanza      | Avanza      | Avanza      | Avanza      | Avanza      | Avanza      | Sentenciada | Continúa    | Avanza      | Avanza      | Continúa    | Continúa    | Continúa    | Avanza      | Continúa    | Sentenciada | Avanza      | Avanza    | Subganadora |  |  |  |  |  |  |  |  |  |  |  |  |  |  |  |  |  |  |  |  |  |  |  |  |  |  |  |  |  |  |  |  |  |  |  |  |  |  |  |
|  |  |  |  |  |  |  |  |  |  |  |  | Juan David | Avanza      | Avanza      | Avanza      | Avanza      | Continúa    | Continúa    | Avanza      | Avanza      | Avanza      | Avanza      | Continúa    | Continúa    | Avanza      | Avanza      | Sentenciado | Sentenciado | Continúa    | Avanza      | Sentenciado | Avanza      | Avanza    | Finalista   |  |  |  |  |  |  |  |  |  |  |  |  |  |  |  |  |  |  |  |  |  |  |  |  |  |  |  |  |  |  |  |  |  |  |  |  |  |  |  |
|  |  |  |  |  |  |  |  |  |  |  |  | Alejandra  | Avanza      | Avanza      | Avanza      | Avanza      | Avanza      | Avanza      | Avanza      | Avanza      | Avanza      | Avanza      | Avanza      | Continúa    | Continúa    | Continúa    | Avanza      | Avanza      | Avanza      | Avanza      | Avanza      | Sentenciada | Avanza    | Finalista   |  |  |  |  |  |  |  |  |  |  |  |  |  |  |  |  |  |  |  |  |  |  |  |  |  |  |  |  |  |  |  |  |  |  |  |  |  |  |  |
|  |  |  |  |  |  |  |  |  |  |  |  | Jon        | Avanza      | Avanza      | Avanza      | Avanza      | Avanza      | Avanza      | Avanza      | Avanza      | Avanza      | Continúa    | Continúa    | Avanza      | Avanza      | Continúa    | Continúa    | Continúa    | Continúa    | Sentenciado | Continúa    | Continúa    | Eliminado |             |  |  |  |  |  |  |  |  |  |  |  |  |  |  |  |  |  |  |  |  |  |  |  |  |  |  |  |  |  |  |  |  |  |  |  |  |  |  |  |
|  |  |  |  |  |  |  |  |  |  |  |  | Ana        | Continúa    | Continúa    | Continúa    | Continúa    | Avanza      | Avanza      | Continúa    | Continúa    | Continúa    | Continúa    | Avanza      | Avanza      | Sentenciada | Avanza      | Avanza      | Avanza      | Avanza      | Continúa    | Continúa    | Avanza      | Eliminada |             |  |  |  |  |  |  |  |  |  |  |  |  |  |  |  |  |  |  |  |  |  |  |  |  |  |  |  |  |  |  |  |  |  |  |  |  |  |  |  |
|  |  |  |  |  |  |  |  |  |  |  |  | Cristian   | Continúa    | Continúa    | Continúa    | Continúa    | Avanza      | Avanza      | Continúa    | Continúa    | Continúa    | Continúa    | Avanza      | Avanza      | Avanza      | Avanza      | Avanza      | Avanza      | Avanza      | Continúa    | Continúa    | Avanza      | Eliminado |             |  |  |  |  |  |  |  |  |  |  |  |  |  |  |  |  |  |  |  |  |  |  |  |  |  |  |  |  |  |  |  |  |  |  |  |  |  |  |  |
|  |  |  |  |  |  |  |  |  |  |  |  | Nátali     | Sentenciada | Sentenciada | Sentenciada | Sentenciada | Sentenciada | Sentenciada | Sentenciada | Sentenciada | Sentenciada | Continúa    | Avanza      | Avanza      | Avanza      | Sentenciada | Sentenciada | Sentenciada | Avanza      | Avanza      | Avanza      | Continúa    | Eliminada |             |  |  |  |  |  |  |  |  |  |  |  |  |  |  |  |  |  |  |  |  |  |  |  |  |  |  |  |  |  |  |  |  |  |  |  |  |  |  |  |
|  |  |  |  |  |  |  |  |  |  |  |  | Sandra     | Continúa    | Continúa    | Continúa    | Continúa    | Continúa    | Continúa    | Continúa    | Continúa    | Continúa    | Avanza      | Continúa    | Continúa    | Continúa    | Avanza      | Avanza      | Avanza      | Continúa    | Sentenciada | Continúa    | Eliminada   |           |             |  |  |  |  |  |  |  |  |  |  |  |  |  |  |  |  |  |  |  |  |  |  |  |  |  |  |  |  |  |  |  |  |  |  |  |  |  |  |  |
|  |  |  |  |  |  |  |  |  |  |  |  | Álex       | Avanza      | Avanza      | Avanza      | Avanza      | Avanza      | Avanza      | Avanza      | Avanza      | Avanza      | Avanza      | Avanza      | Continúa    | Avanza      | Continúa    | Avanza      | Avanza      | Avanza      | Avanza      | Avanza      | Eliminado   |           |             |  |  |  |  |  |  |  |  |  |  |  |  |  |  |  |  |  |  |  |  |  |  |  |  |  |  |  |  |  |  |  |  |  |  |  |  |  |  |  |
|  |  |  |  |  |  |  |  |  |  |  |  | Márgaret   | Avanza      | Avanza      | Avanza      | Avanza      | Continúa    | Continúa    | Avanza      | Avanza      | Avanza      | Avanza      | Sentenciada | Sentenciada | Continúa    | Avanza      | Continúa    | Continúa    | Continúa    | Avanza      | Eliminada   |             |           |             |  |  |  |  |  |  |  |  |  |  |  |  |  |  |  |  |  |  |  |  |  |  |  |  |  |  |  |  |  |  |  |  |  |  |  |  |  |  |  |
|  |  |  |  |  |  |  |  |  |  |  |  | Mauricio   | Avanza      | Avanza      | Avanza      | Avanza      | Avanza      | Avanza      | Avanza      | Avanza      | Avanza      | Sentenciado | Continúa    | Avanza      | Continúa    | Sentenciado | Continúa    | Continúa    | Avanza      | Continúa    | Eliminado   |             |           |             |  |  |  |  |  |  |  |  |  |  |  |  |  |  |  |  |  |  |  |  |  |  |  |  |  |  |  |  |  |  |  |  |  |  |  |  |  |  |  |
|  |  |  |  |  |  |  |  |  |  |  |  | Fabián     | Avanza      | Avanza      | Avanza      | Avanza      | Continúa    | Continúa    | Avanza      | Avanza      | Avanza      | Avanza      | Sentenciado | Sentenciado | Sentenciado | Avanza      | Elim.       | Regr.       | Sentenciado | Eliminado   |             |             |           |             |  |  |  |  |  |  |  |  |  |  |  |  |  |  |  |  |  |  |  |  |  |  |  |  |  |  |  |  |  |  |  |  |  |  |  |  |  |  |  |
|  |  |  |  |  |  |  |  |  |  |  |  | Liliana    | Avanza      | Avanza      | Avanza      | Avanza      | Avanza      | Avanza      | Avanza      | Avanza      | Avanza      | Continúa    | Continúa    | Avanza      | Avanza      | Continúa    | Continúa    | Continúa    | Sentenciada | Eliminada   |             |             |           |             |  |  |  |  |  |  |  |  |  |  |  |  |  |  |  |  |  |  |  |  |  |  |  |  |  |  |  |  |  |  |  |  |  |  |  |  |  |  |  |
|  |  |  |  |  |  |  |  |  |  |  |  | Salomón    | Continúa    | Continúa    | Continúa    | Continúa    | Continúa    | Continúa    | Continúa    | Continúa    | Continúa    | Avanza      | Continúa    | Continúa    | Sentenciado | Continúa    | Continúa    | Continúa    | Eliminado   |             |             |             |           |             |  |  |  |  |  |  |  |  |  |  |  |  |  |  |  |  |  |  |  |  |  |  |  |  |  |  |  |  |  |  |  |  |  |  |  |  |  |  |  |
|  |  |  |  |  |  |  |  |  |  |  |  | Andrea     | Avanza      | Avanza      | Avanza      | Avanza      | Avanza      | Avanza      | Avanza      | Avanza      | Avanza      | Avanza      | Avanza      | Continúa    | Avanza      | Continúa    | Avanza      | Avanza      | Eliminada   |             |             |             |           |             |  |  |  |  |  |  |  |  |  |  |  |  |  |  |  |  |  |  |  |  |  |  |  |  |  |  |  |  |  |  |  |  |  |  |  |  |  |  |  |
|  |  |  |  |  |  |  |  |  |  |  |  | Guy        | Avanza      | Avanza      | Avanza      | Avanza      | Avanza      | Avanza      | Avanza      | Avanza      | Avanza      | Avanza      | Avanza      | Eliminado   | Regresa     | Continúa    | Avan.       | Aban.       |             |             |             |             |           |             |  |  |  |  |  |  |  |  |  |  |  |  |  |  |  |  |  |  |  |  |  |  |  |  |  |  |  |  |  |  |  |  |  |  |  |  |  |  |  |
|  |  |  |  |  |  |  |  |  |  |  |  | María José | Avanza      | Avanza      | Avanza      | Avanza      | Continúa    | Continúa    | Avanza      | Avanza      | Avanza      | Avanza      | Continúa    | Eliminada   | Regresa     | Avanza      | Eliminada   | Eliminada   |             |             |             |             |           |             |  |  |  |  |  |  |  |  |  |  |  |  |  |  |  |  |  |  |  |  |  |  |  |  |  |  |  |  |  |  |  |  |  |  |  |  |  |  |  |
|  |  |  |  |  |  |  |  |  |  |  |  | Guillo     | Continúa    | Continúa    | Continúa    | Continúa    | Continúa    | Continúa    | Continúa    | Continúa    | Continúa    | Avanza      | Eliminado   |             | Regresa     | Eliminado   |             |             |             |             |             |             |           |             |  |  |  |  |  |  |  |  |  |  |  |  |  |  |  |  |  |  |  |  |  |  |  |  |  |  |  |  |  |  |  |  |  |  |  |  |  |  |  |
|  |  |  |  |  |  |  |  |  |  |  |  | Sandy      |             |             |             |             |             |             | Entra       | Sent.       | Eliminada   |             |             |             | Regresa     | Eliminada   |             |             |             |             |             |             |           |             |  |  |  |  |  |  |  |  |  |  |  |  |  |  |  |  |  |  |  |  |  |  |  |  |  |  |  |  |  |  |  |  |  |  |  |  |  |  |  |
|  |  |  |  |  |  |  |  |  |  |  |  | Cindy      | Continúa    | Continúa    | Continúa    | Continúa    | Continúa    | Continúa    | Continúa    | Continúa    | Continúa    | Avanza      | Eliminada   |             |             |             |             |             |             |             |             |             |           |             |  |  |  |  |  |  |  |  |  |  |  |  |  |  |  |  |  |  |  |  |  |  |  |  |  |  |  |  |  |  |  |  |  |  |  |  |  |  |  |
|  |  |  |  |  |  |  |  |  |  |  |  | Jonathan   | Continúa    | Continúa    | Continúa    | Continúa    | Avanza      | Avanza      | Continúa    | Continúa    | Continúa    | Eliminado   |             |             |             |             |             |             |             |             |             |             |           |             |  |  |  |  |  |  |  |  |  |  |  |  |  |  |  |  |  |  |  |  |  |  |  |  |  |  |  |  |  |  |  |  |  |  |  |  |  |  |  |
|  |  |  |  |  |  |  |  |  |  |  |  | Miah       |             |             |             |             |             |             | Entra       | Cont.       | Continúa    | Eliminada   |             |             |             |             |             |             |             |             |             |             |           |             |  |  |  |  |  |  |  |  |  |  |  |  |  |  |  |  |  |  |  |  |  |  |  |  |  |  |  |  |  |  |  |  |  |  |  |  |  |  |  |
|  |  |  |  |  |  |  |  |  |  |  |  | Cayito     | Sentenciado | Sentenciado | Sentenciado | Sentenciado | Sentenciado | Sentenciado | Sentenciado | Sentenciado | Eliminado   |             |             |             |             |             |             |             |             |             |             |             |           |             |  |  |  |  |  |  |  |  |  |  |  |  |  |  |  |  |  |  |  |  |  |  |  |  |  |  |  |  |  |  |  |  |  |  |  |  |  |  |  |
|  |  |  |  |  |  |  |  |  |  |  |  | Maryory    |             |             | Entra       | Sent.       | Sentenciada | Sentenciada | Eliminada   | Eliminada   |             |             |             |             |             |             |             |             |             |             |             |             |           |             |  |  |  |  |  |  |  |  |  |  |  |  |  |  |  |  |  |  |  |  |  |  |  |  |  |  |  |  |  |  |  |  |  |  |  |  |  |  |  |
|  |  |  |  |  |  |  |  |  |  |  |  | Naty       | Elim.       | Regr.       | Continúa    | Continúa    | Avan.       | Aban.       |             |             |             |             |             |             |             |             |             |             |             |             |             |             |           |             |  |  |  |  |  |  |  |  |  |  |  |  |  |  |  |  |  |  |  |  |  |  |  |  |  |  |  |  |  |  |  |  |  |  |  |  |  |  |  |
|  |  |  |  |  |  |  |  |  |  |  |  | Marilyn    | Sentenciada | Sentenciada | Eliminada   | Eliminada   |             |             |             |             |             |             |             |             |             |             |             |             |             |             |             |             |           |             |  |  |  |  |  |  |  |  |  |  |  |  |  |  |  |  |  |  |  |  |  |  |  |  |  |  |  |  |  |  |  |  |  |  |  |  |  |  |  |
|  |  |  |  |  |  |  |  |  |  |  |  | Lorena     | Abandona    | Abandona    |             |             |             |             |             |             |             |             |             |             |             |             |             |             |             |             |             |             |           |             |  |  |  |  |  |  |  |  |  |  |  |  |  |  |  |  |  |  |  |  |  |  |  |  |  |  |  |  |  |  |  |  |  |  |  |  |  |  |  |
|  |  |  |  |  |  |  |  |  |  |  |  | Buxxi      | Eliminado   | Eliminado   |             |             |             |             |             |             |             |             |             |             |             |             |             |             |             |             |             |             |           |             |  |  |  |  |  |  |  |  |  |  |  |  |  |  |  |  |  |  |  |  |  |  |  |  |  |  |  |  |  |  |  |  |  |  |  |  |  |  |  |
|  |  |  |  |  |  |  |  |  |  |  |  | Angélica   | Eliminada   | Eliminada   |             |             |             |             |             |             |             |             |             |             |             |             |             |             |             |             |             |             |           |             |  |  |  |  |  |  |  |  |  |  |  |  |  |  |  |  |  |  |  |  |  |  |  |  |  |  |  |  |  |  |  |  |  |  |  |  |  |  |  |
|  |  |  |  |  |  |  |  |  |  |  |  | Gabriel    | Eliminado   | Eliminado   |             |             |             |             |             |             |             |             |             |             |             |             |             |             |             |             |             |             |           |             |  |  |  |  |  |  |  |  |  |  |  |  |  |  |  |  |  |  |  |  |  |  |  |  |  |  |  |  |  |  |  |  |  |  |  |  |  |  |  |

| Leyenda | Leyenda |
| Color   | Descripción |
| ------- | --- |
|         | - El concursante domina junto a su equipo todas las competencias de la semana y se mantiene en "La Aldea", por lo tanto asegura su permanencia en el juego. - El concursante no logra ganar ningún collar de algún elemento; sin embargo, asegura su permanencia en el programa luego de ganar la competencia de salvación semanal (Etapa 5). |
|         | - El concursante pierde junto a su equipo en la pista de algún elemento, por lo tanto queda en riesgo de salir. Sin embargo, gana el reto de Inframundo y continúa en competencia. |
|         | - El participante pierde junto a su equipo en la pista de algún elemento, y pierde el reto de Inframundo. No obstante, gana el Reto Final y se salva de ir a eliminación. - El participante no logra ganar ningún collar y, además, pierde la competencia de salvación semanal, por lo que queda en riesgo de salir. Sin embargo, gana el duelo frente a un Vengador y se salva de ir a eliminación (Etapa 5). |
|         | - El participante pierde junto a su equipo en la pista de algún elemento, pierde el reto de Inframundo y posteriormente el Reto Final, por lo tanto queda en riesgo. Sin embargo, gana el reto de eliminación y avanza en la competencia. - El participante no logra ganar ningún collar de alguno de los elementos, posteriormente, pierde la competencia de salvación semanal y, además, pierde el Reto Final frente un Vengador, por consiguiente queda en riesgo. Sin embargo, gana el duelo de eliminación y asegura su cupo en la competición. (Etapa 5). |
|         | - El participante gana el collar de algún elemento y asegura un ciclo más de competencia. |
|         | - El participante es eliminado, pero regresa en reemplazo de un concursante que se lesionó o fue expulsado. - El participante es eliminado, pero regresa como Vengador y gana un lugar en la competencia (Etapa 5). |
|         | - El participante se retira del juego por lesión. |
|         | - El participante ingresa a la competencia por decisión de un concursante que salió por lesión. |
|         | - El participante ingresa a la competencia como Retador, por lo tanto se enfrenta a un equipo en el reto de eliminación para ganar un lugar en el juego (Etapa 2). |
|         | - El participante Retador gana el duelo de eliminación, por lo tanto se asegura un cupo en la competencia (Etapa 2). |
|         | - El participante es eliminado de la competencia. |

## Reacciones y críticas

### Controversias
El equipo de Actores de la primera temporada, no se sentía a gusto con uno de sus elementos, Carlos "Cayito" Dangond, tanto así que luego de cinco semanas de competencias, por decisión de los otros elementos del equipo de Actores, se fueron al reto de eliminación contra los Presentadores, provocando la salida de Cayito. Esto generó todo tipo de reacciones en redes sociales, entre quienes apoyaban la decisión del equipo y quienes la rechazaban por completo.
El equipo de Deportistas de la primera temporada, fue duramente criticado por los seguidores del programa, luego de las actitudes de  
Jon Zárate, Daniela Henao y Mauricio Ocampo, hacia su compañera Liliana "La Tigresa" Palmera, al no convivir mucho con ella; sin embargo, la propia Liliana confirmó que ella era la que se aislaba del equipo. Luego, cuando se encontraban en un reto frente al equipo de Actores, una fuerte discusión entre Daniela, Jon y Mauricio contra el actor Sebastián Vega indignó aún más a los fanáticos del reality, hecho que arraigó el rechazo hacia los Deportistas, siendo creado el hashtag "#FueraDeportistas". 
Asimismo, a los televidentes del programa, no les gusto que los Deportistas ganaran 3 de 4 collares de los elementos, mencionando en las publicaciones hechas por el reality en sus plataformas de Facebook e Instagram, que les parecía favoritismo de la producción en que los Deportistas ganaran la mayoría de los collares. Posteriormente, ante el reingreso de Guillermo Garcés "Guillo", Guy Davidyan y María José "Majo" Medina, y siendo utilizado en una broma realizada sobre la "aparente" salida de Mauricio Ocampo de Deportistas, a Jon "The Problem" Zárate no le agradó que volvieran a la competencia participantes eliminados y mencionó que con el poder de los collares, los sacaría del programa.
En la fase de parejas, varios fanes del reality, tildaron al programa de favoritismo con las duplas verde y celeste, debido a que la mayoría de publicaciones en sus redes sociales se referían a ellos, ya que eran los equipos que más fanáticos poseían; dividiendo de este modo a los espectadores de la competencia.

## Emisión
Fue transmitido por RCN Televisión para toda Colombia. Luego de la transmisión de cada episodio por televisión, fueron subidos a la plataforma, YouTube para todo el mundo.

## Participantes en competencias anteriores
| Naty Botero  | La pista               | 2013 | 3.er Lugar    |
| Sandra Muñoz | La isla de los famosos | 2004 | Retirada      |
| Sandra Muñoz | Mundos opuestos        | 2012 | 5.ª Eliminada |